# Dunaradvány
Dunaradvány (szlovákul Radvaň nad Dunajom) község Szlovákiában, a Nyitrai kerületben, a Komáromi járásban.

## Fekvése
Komáromtól 18 km-re keletre, a Duna bal partján, Neszméllyel szemben fekszik. Zsitvatő (Žitava vagy Žitavská Tôň) és Baloghpuszta (Bystrička) tartozik hozzá. Nyugatról Pat és Virt, északról Marcelháza és Madar, keletről Dunamocs határolja. Keleti határa a történelmi vármegyehatárt követi Komárom és Esztergom vármegye között.
Dunaradványon keresztülhalad a Komáromot Párkánnyal összekötő 63-as út.

## Élővilága

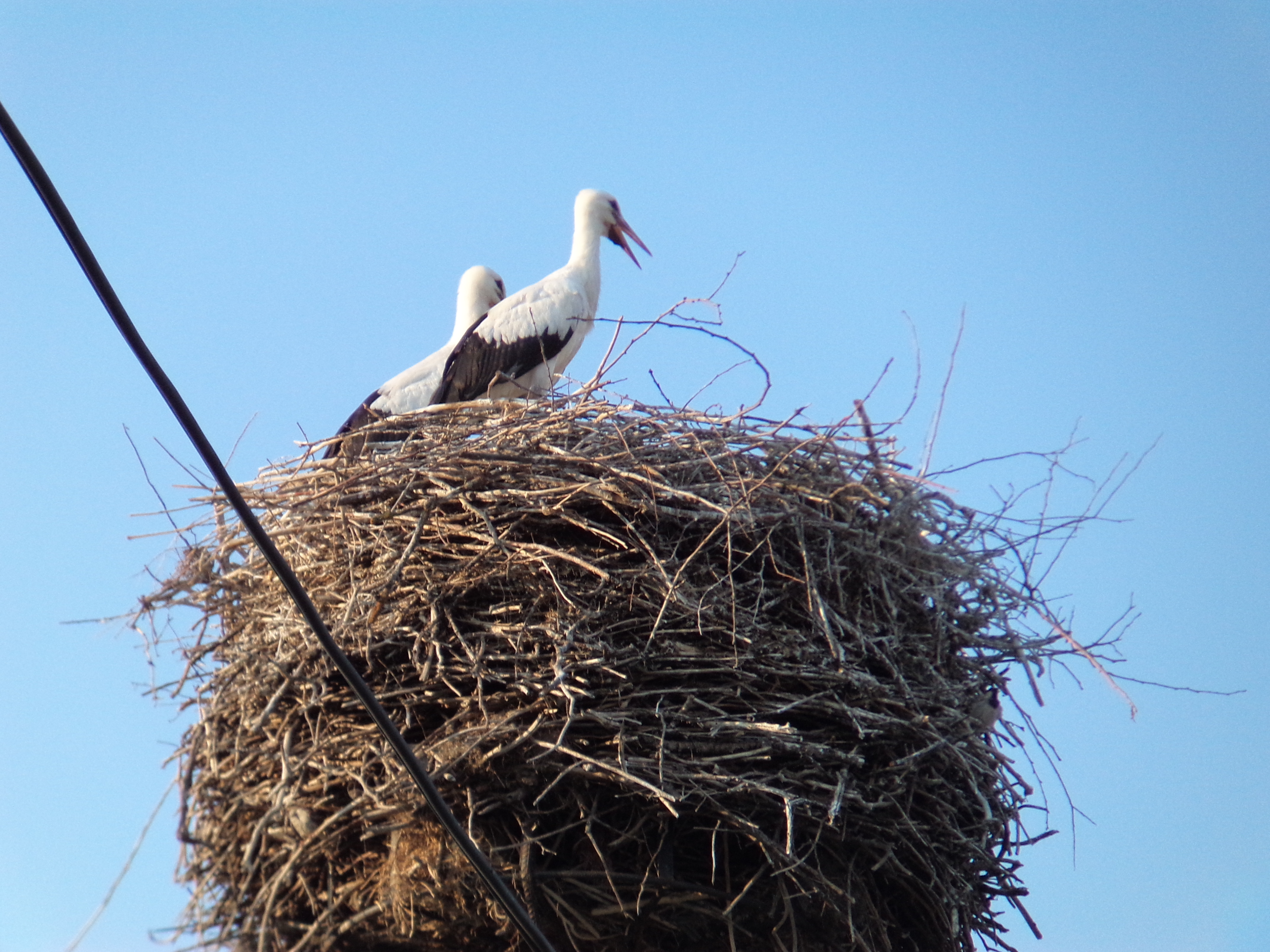

Dunaradványon két gólyafészek volt, azonban mára ebből csak a főút mentén maradt meg az egyik, illetve 2012-ben épült egy újabb gólyafészek szintén a főút mentén, ebben 2012-ben 2 fióka kelt ki, 2013-ban és 2014-ben pedig nem volt költés, ezután a fészket alátétre helyezték át. 2016-2020 között itt mindig volt költés, azóta fiókák nem keltek ki. A másik fészekben 2011-ben 4 fióka volt, 2012-ben 2, 2013-ban 3, 2014-ben 4, 2015-ben pedig 2 gólyafióka szállt ki. 2016-ban mindkét fészekben 3 fióka volt.

## Története
Területe ősidők óta lakott. Zsitvatőnél késő avar kori temetőt tártak fel. A sírok betöltéséből kőkori eszközök is előkerültek.
1260-ban említik először Rodoan néven. A középkorban a királyi lovászok és kádárok faluja volt, IV. Béla király Sixtus esztergomi kanonoknak adományozta. 1303-ban Csák Máté felperzselte a falut. A 16.-17. században állandó harcok helyszíne a törökökkel. 1606-ban itt kötötték meg a zsitvatoroki békét. Egészen 1945-ig számos vízimalom működött a faluban (elsőként 1664-ben, a török adószedők jegyzékében említik a dunai malmokat), a hajósmolnároknak 1874-ig saját céhük is volt. 1885. június 10-én nagy tűzvész pusztított a faluban.
Vályi András szerint "RADVÁNY. Magyar falu Komárom Vármegyében, földes Urai Nedeczky, és több Uraságok, lakosai katolikusok, és reformátusok, fekszik Mocsnak szomszédságában, mellynek filiája, határjában legelője saját marháinak van, réttye elég, de a’ forrás vizek néha károsíttyák, második osztálybéli."
Fényes Elek szerint "Radvány, magyar falu, Komárom vmegyében, a Duna bal partján, Komáromhoz 2 1/2 mfdnyire; róna határa homokos és nem igen termékeny; számlál 2700 hold, mellyből 19 2/8 egész telek után 925 h. urbéri; 1500 hold majorsági birtok. 160 kath., 306 ref., 14 zsidó lak. Ref. anyatemplommal. F. u. Nedeczky, Balogh, Pyber, Kruplics, Maurovics, Trsztyánszky, Király stb. Ut. p. Neszmély."
A trianoni békeszerződésig Komárom vármegye Udvardi járásához tartozott.
1929-ben Baloghpusztára (Balogh-pustatina) 44 szlovák kolonista érkezett Kiszucaújhely környékéről, akik Práger Szerafina birtokából 170 hektáros területet vásároltak. A birtokvásárlás mögött a Csehszlovák Néppárt Martin Mičura vezette szlovák szekciója állt. A telepesek a kisbirtokok és eladósodásuk miatt állandó gondokkal küszködtek és 1938-ra gyakorlatilag megszűnt ez a kolónia.
1938-1945 között ismét Magyarország része.
1944. július 2-án a Budapest ellen felvonuló, de megzavart repülőgépek egy másik angolszász köteléke valószínűleg hiba folytán bombázta a falut, mely támadásnak több halálos áldozata is volt. 1945 márciusában a dunaradványi partszakaszon szállt partra a Garam vonalától Komárom felé előrenyomuló szovjet folyami flotta. A partraszállás helyén, Zsitvatőnél emlékművet állítottak. Az utolsó hajómalom 1953-ban tűnt el. A szocializmus idején 120 hétvégi ház épült a radványi Duna-parton. 1990-ig Virt is Dunaradványhoz tartozott. A faluban ma egy paprikafeldolgozó is üzemel.

## Népessége
| Év:            | 1994. | 2004.   | 2014.   | 2024.   |
| -------------- | ----- | ------- | ------- | ------- |
| Emberek száma: | 749   | 747     | 709     | 710     |
| Eltérés:       |       | -0,26 % | -5,08 % | +0,14 % |

| Év:            | 2023. | 2024.   |
| -------------- | ----- | ------- |
| Emberek száma: | 708   | 710     |
| Eltérés:       |       | +0,28 % |

1880-ban 722 lakosából 687 magyar és 6 szlovák anyanyelvű volt.
1890-ben 1109 lakosából 1106 magyar és 3 szlovák anyanyelvű volt.
1900-ban 1268 lakosából 1266 magyar anyanyelvű volt.
1910-ben 1353 lakosából 1345 magyar és 3 szlovák anyanyelvű volt.
1921-ben 1315 lakosából 1258 magyar és 35 csehszlovák volt.
1930-ban 1514 lakosából 1084 magyar, 379 csehszlovák, 6 zsidó, 3 ruszin és 42 állampolgárság nélküli volt. Ebből 922 római katolikus, 544 református, 18 izraelita, 1-1 görög katolikus és evangélikus és 28 egyéb vallású volt.
1941-ben 1277 lakosából 1275 magyar és 1 szlovák volt.
1970-ben 1387 lakosából 1178 magyar és 195 szlovák volt.
1980-ban 1284 lakosából 1097 magyar és 167 szlovák volt.
1991-ben 766 lakosából 712 magyar és 51 szlovák volt. 
2001-ben 738 lakosából 675 magyar (91,5 %) és 59 szlovák (8%) nemzetiségű.
2011-ben 725 lakosából 653 magyar, 67 szlovák, 1 morva és 4 ismeretlen nemzetiségű volt.
2021-ben 711 lakosából 603 (+31) magyar, 93 (+13) szlovák, 7 (+1) egyéb és 8 ismeretlen nemzetiségű volt.

## Néprajza
A lucázás szokása a faluban még a 20. század 80-as éveiben is élt.

## Nevezetességek

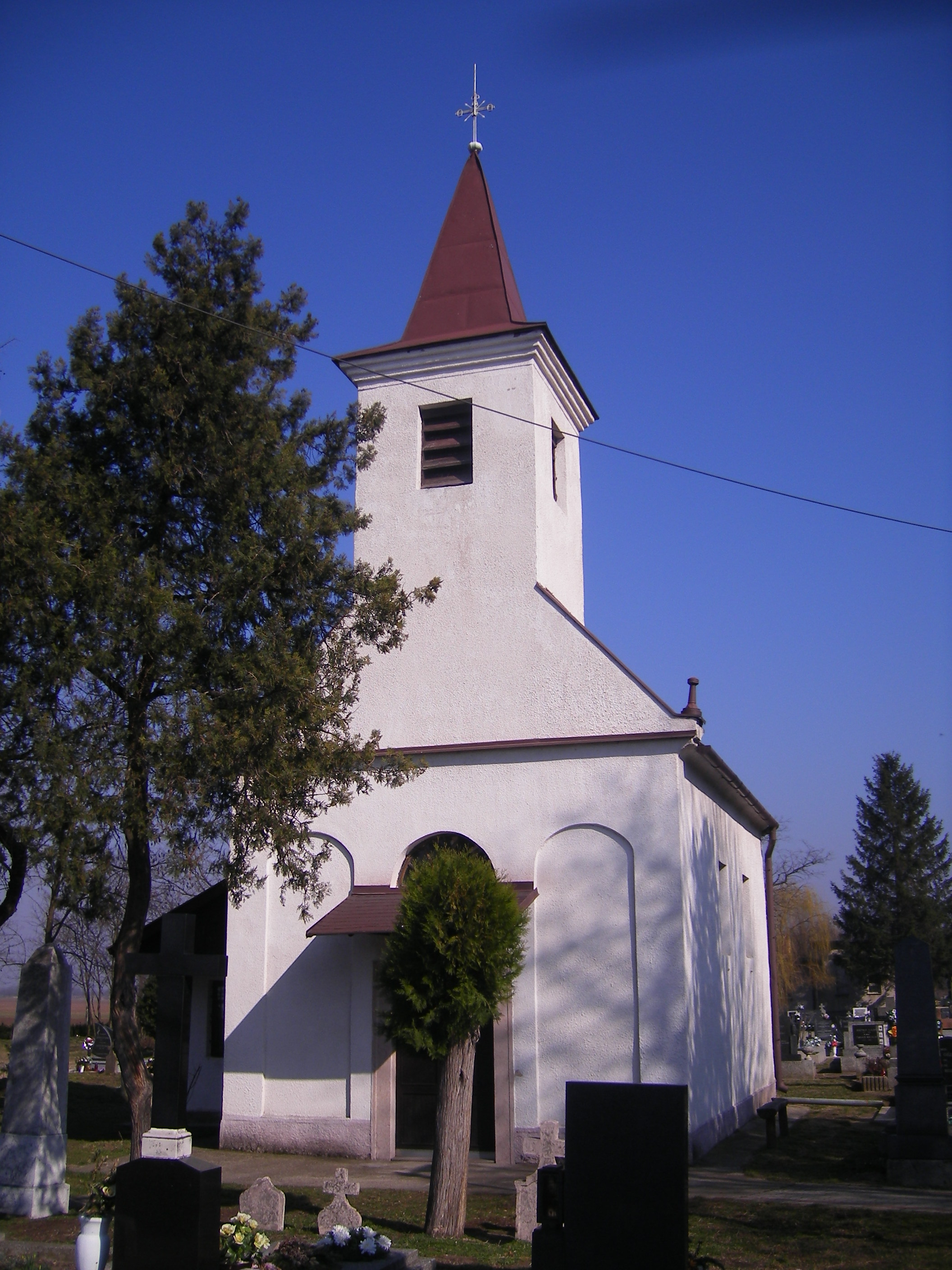
Katolikus templom

- Zsitvatőnél 15. századi gótikus templom maradványait tárták fel a régészeti ásatások.
- A faluban fennmaradt néhány 19. századi nádtetős vályogépület és présház (hajlok).
- A temetőben álló katolikus Szűz Mária-templom 1833-ban épült klasszicista stílusban.
- A református templom eredetileg a 17. században épült, majd később klasszicista stílusban átalakították.
- A Masan (Mašan) védett terület a közeli homokbuckák növényvilágát védi.
- 1988 óta minden évben megrendezik a Baróti Szabó Dávid-napokat.
- Régészeti feltárások:
  - A község területén ideiglenes római katonai tábor nyomait fedezték fel. Az 50 hektárnyi területen fekvő, egykor mély árokkal is védett tábor feltehetőleg a markomann-háborúk idején, a 167 és 180 közötti években játszott jelentős szerepet a kvádok elleni hadjáratokban.
  - Római sírleletek. Az ásatások jelentős lelete egy bronz markolatú tőr.

### Emlékművek, emléktáblák
- A két világháború áldozatainak emlékműve (kopjafát körülvevő márványlapokkal) a református templom mellett található, 1994. július 2-án avatták fel.
- Baróti Szabó Dávid emlékkopjafáját 1999-ben állították.
- A hídverő napok emlékére állított kopjafa a Duna-parton található, 2006-ban avatták fel.
- Az első és második világháború áldozatainak emléktáblája a református templomban található. Előbbit 1934-ben avatták fel.
- A katolikus templom előtt található az első világháború áldozatainak emlékkeresztje.
- A Csemadok 50. évfordulójának emléktáblája (1999.) a kultúrház falán található.
- Zsitvatőn, a békekötés helyén 2006-ban avatták fel a zsitvatoroki béke emlékművét.
- Zsitvatő és Dunaradvány között, a Duna-parton áll a szovjet flotta partraszállásának emlékműve.

## Képtár

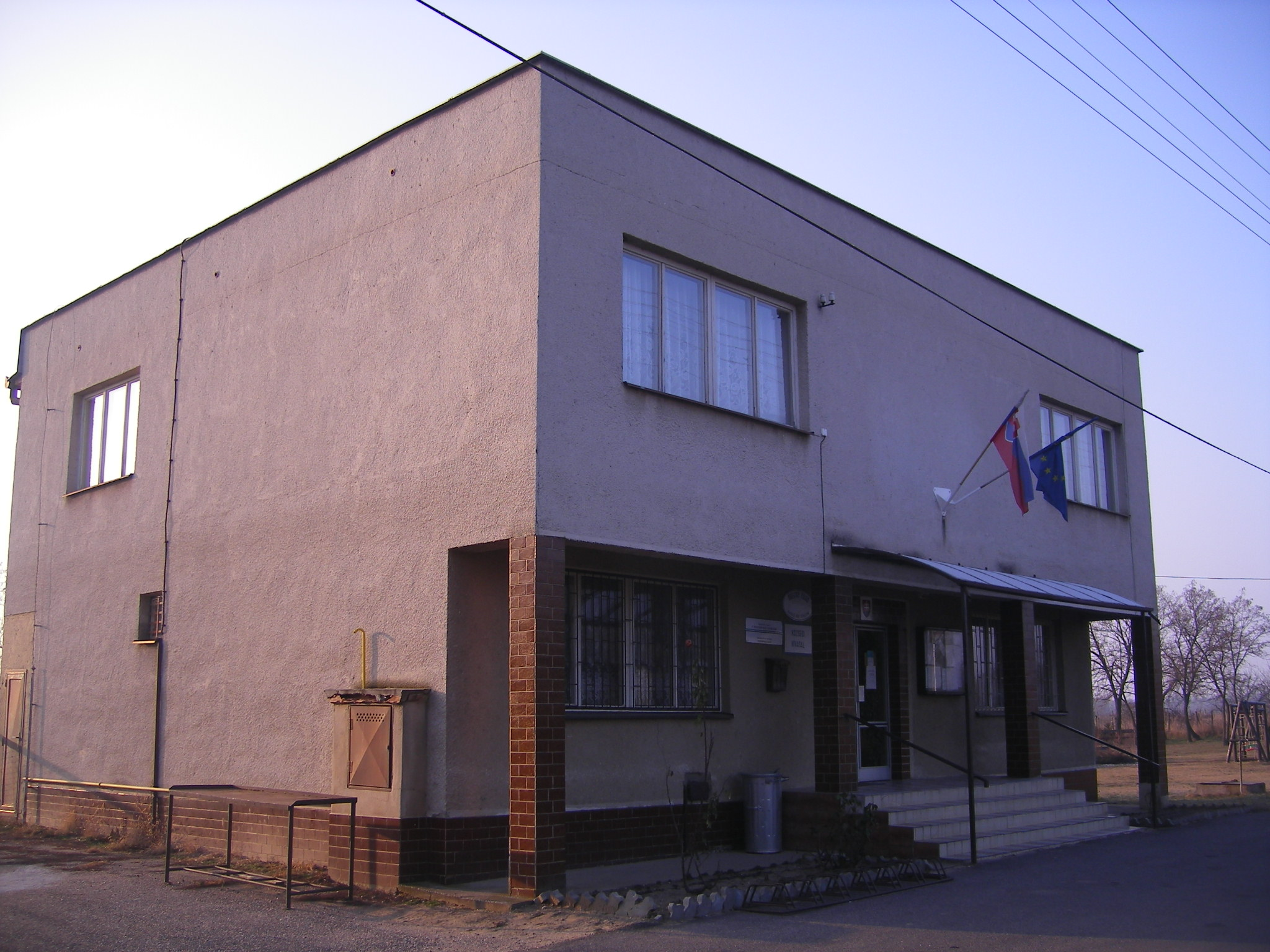
Községháza
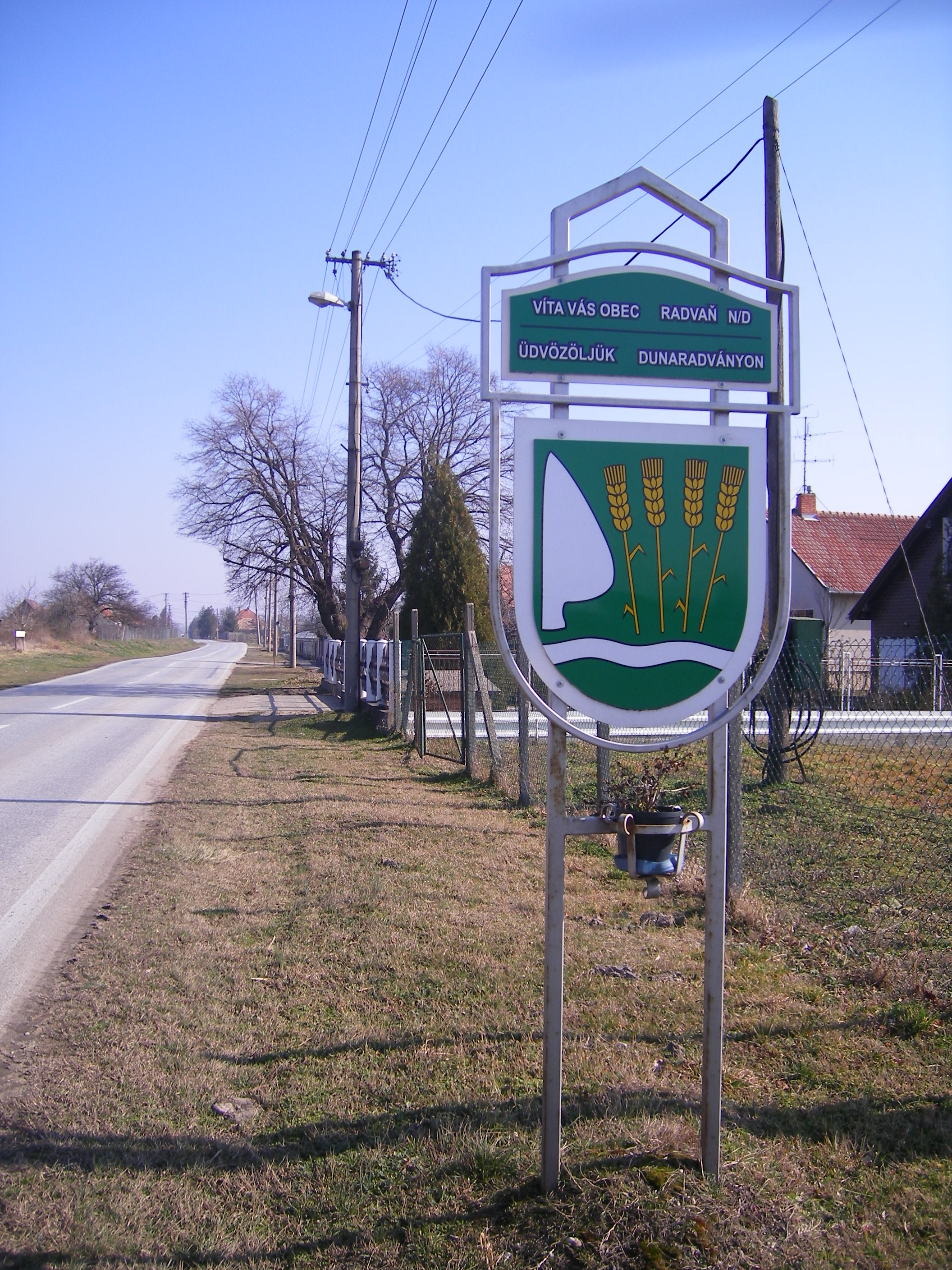
Címeres falutábla
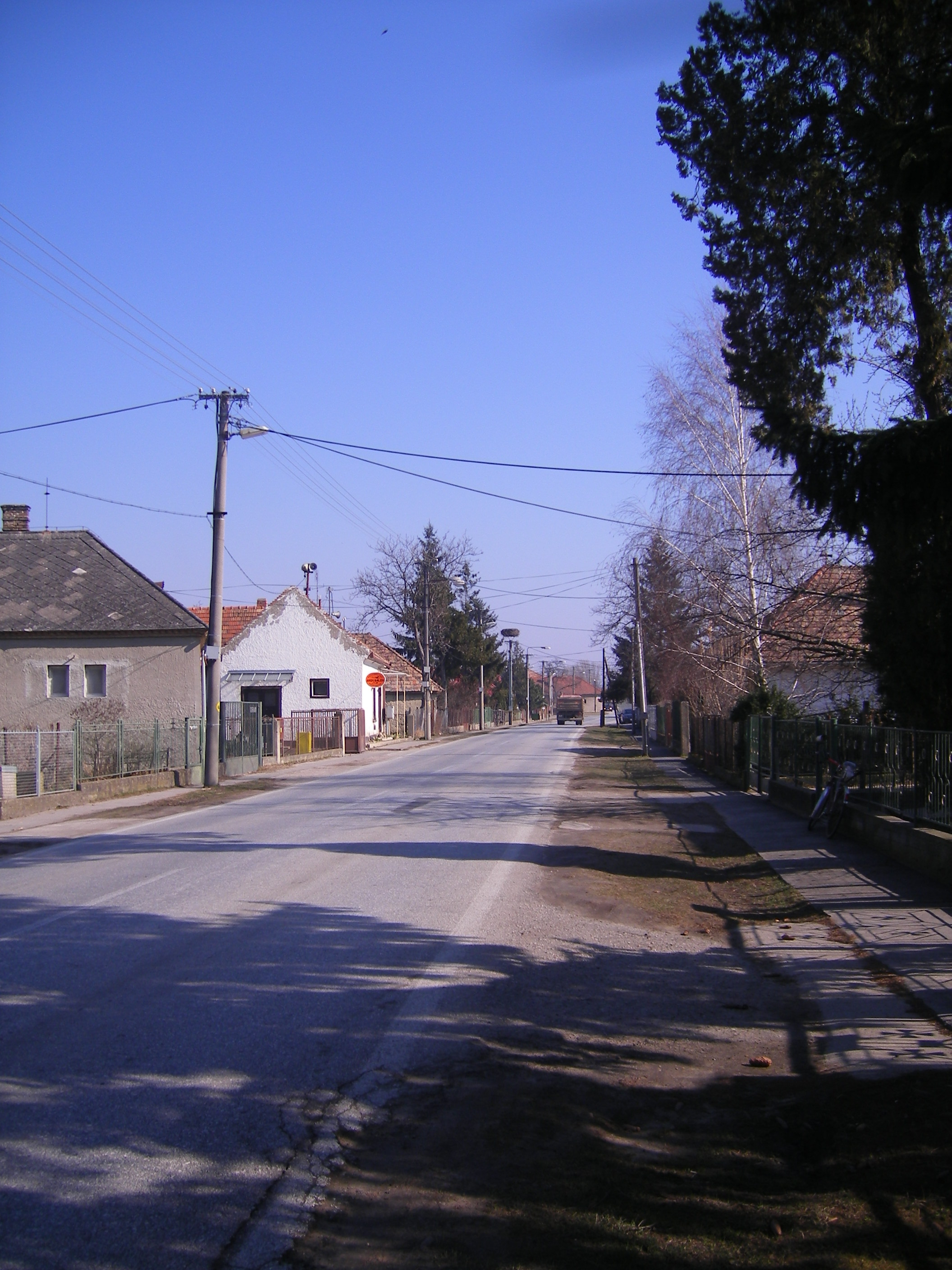
Radványi utcakép
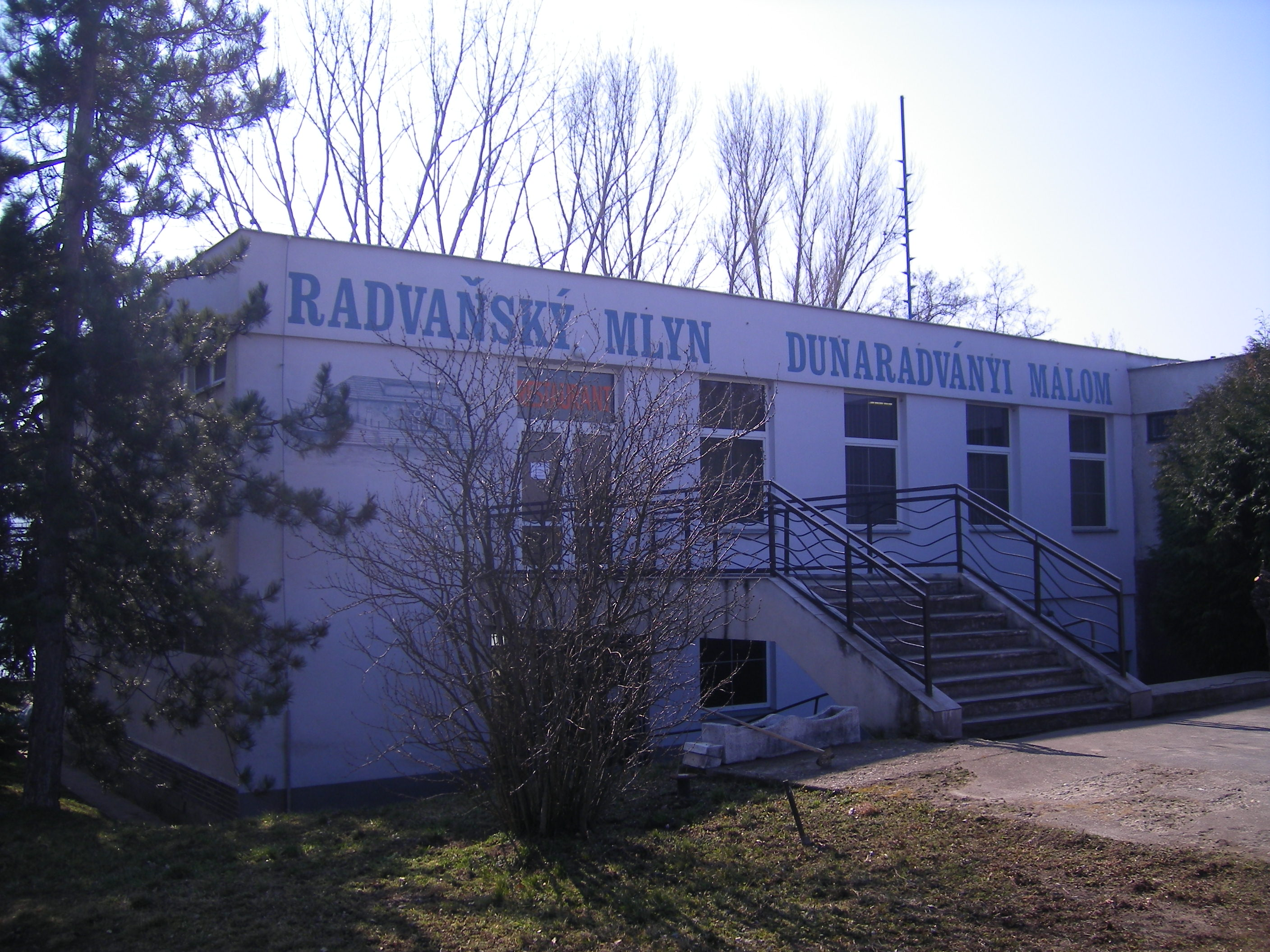
Radványi malom
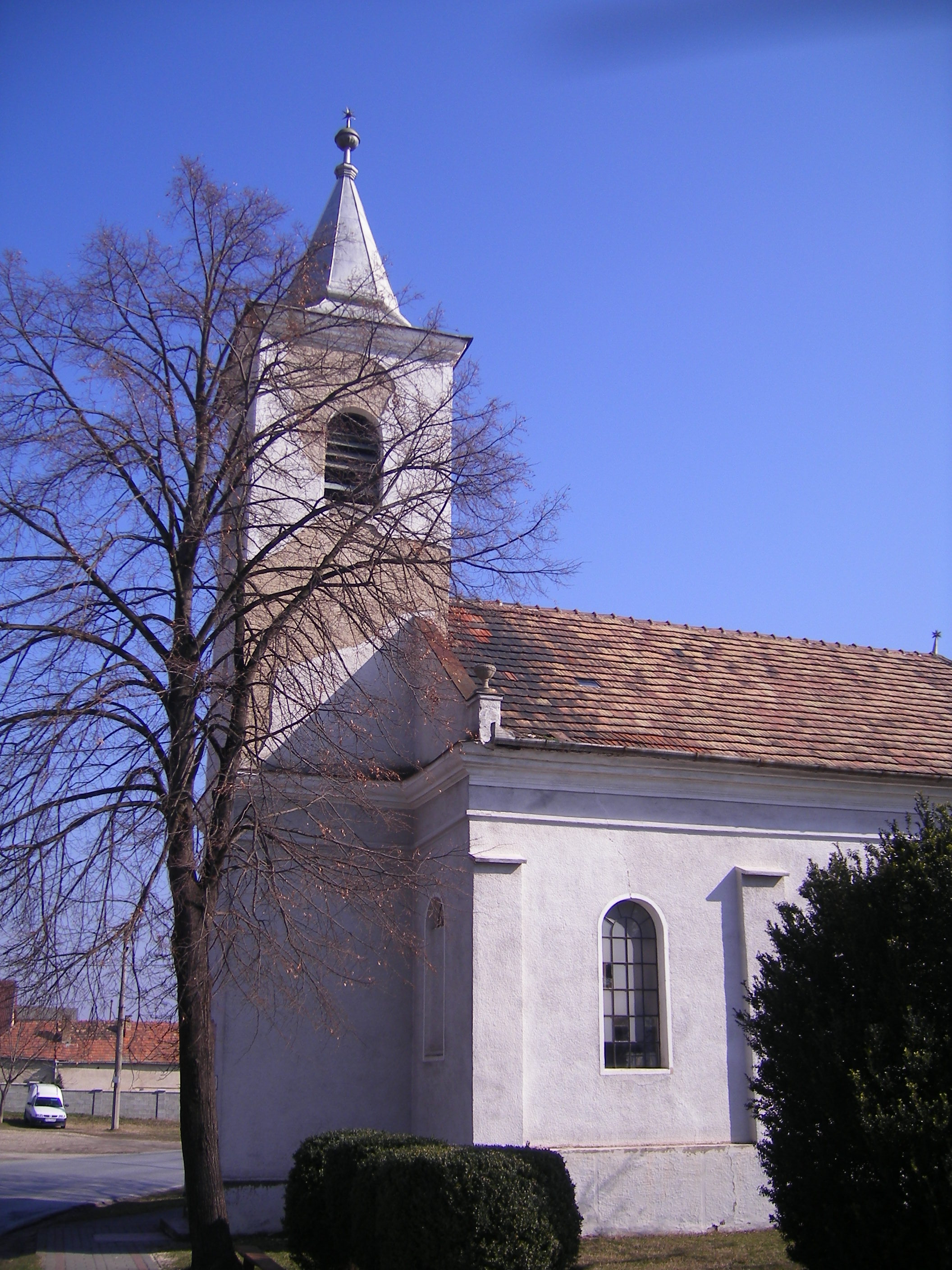
Református templom
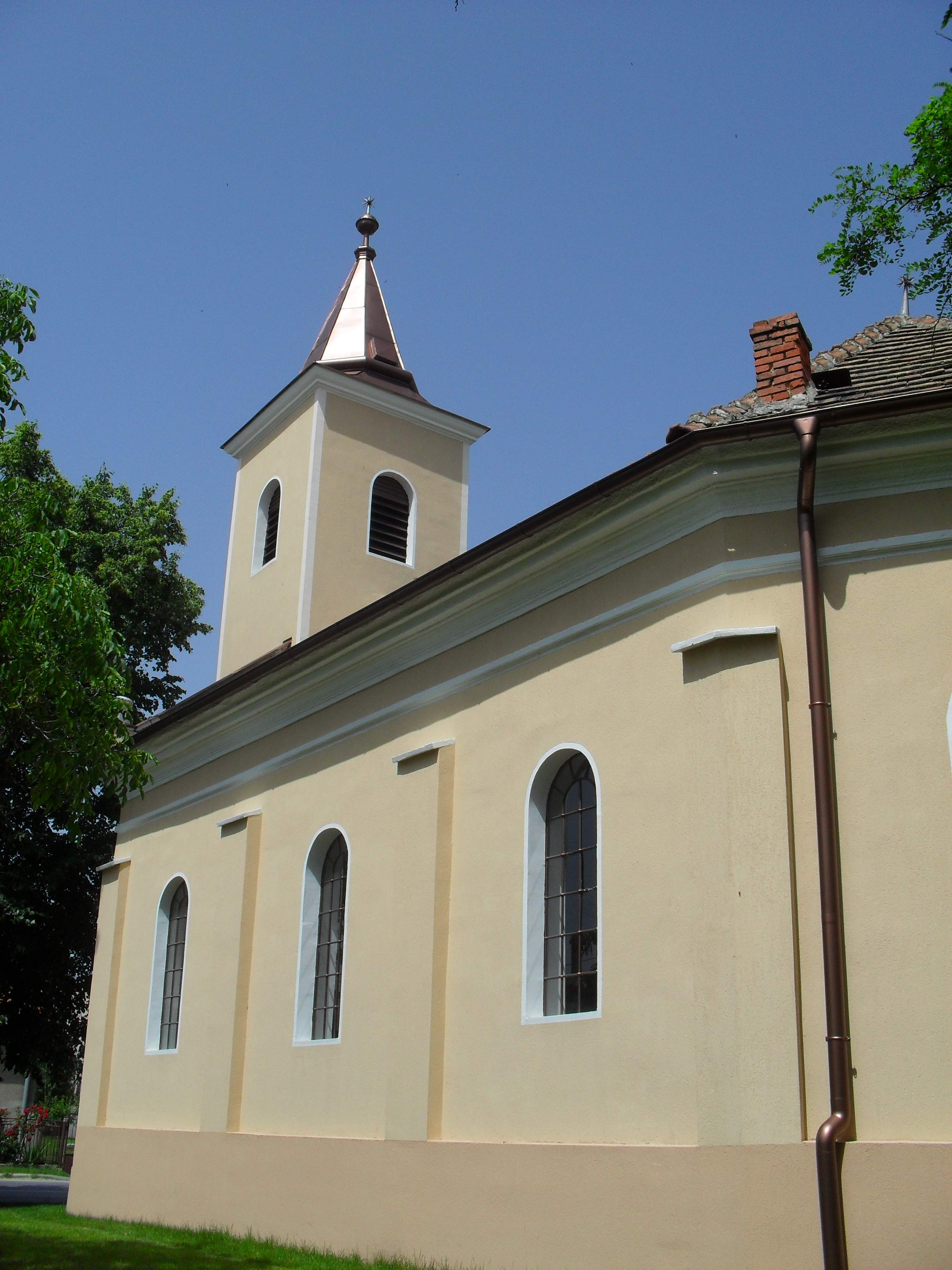
Református templom
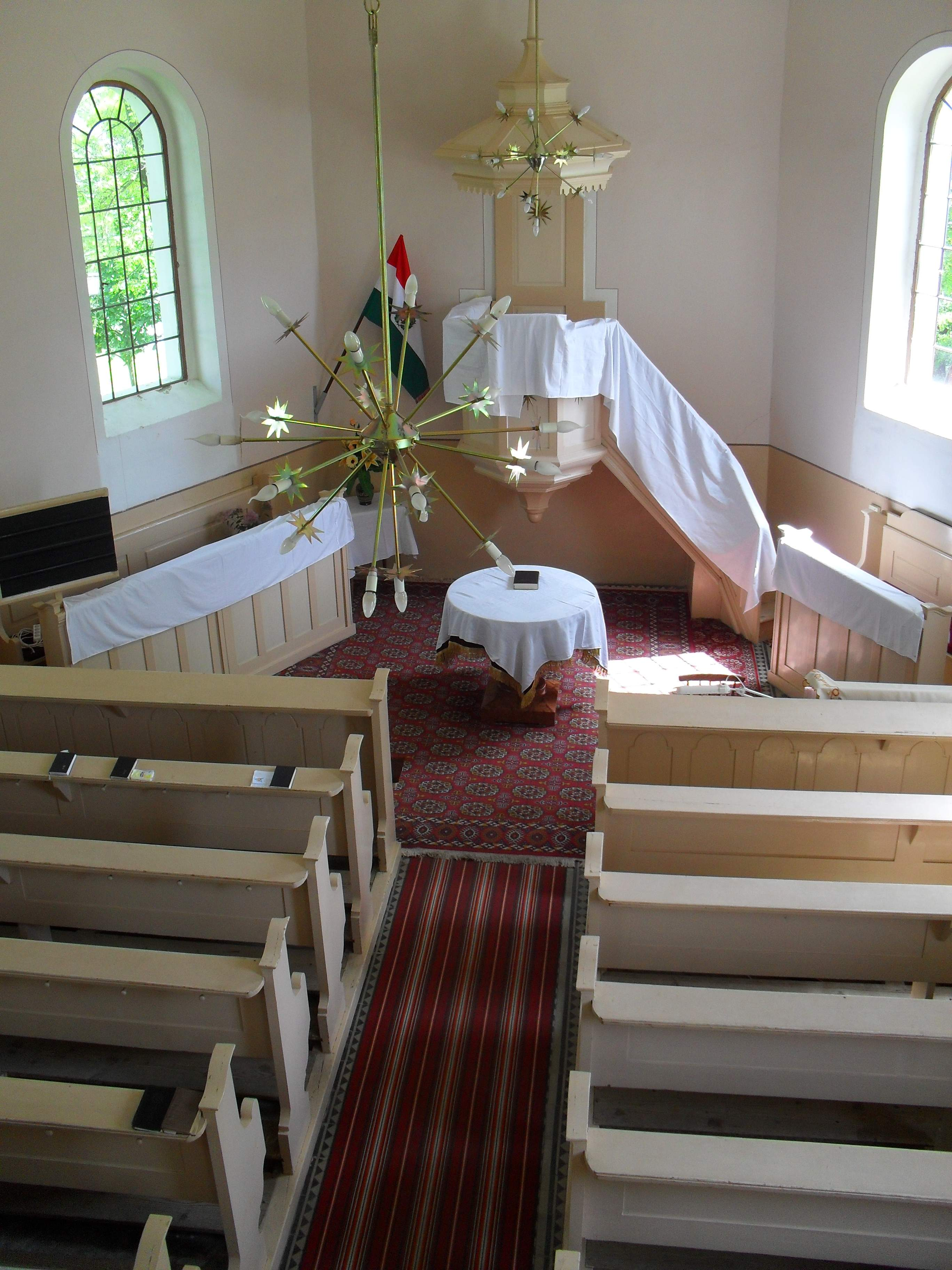
A református templomban
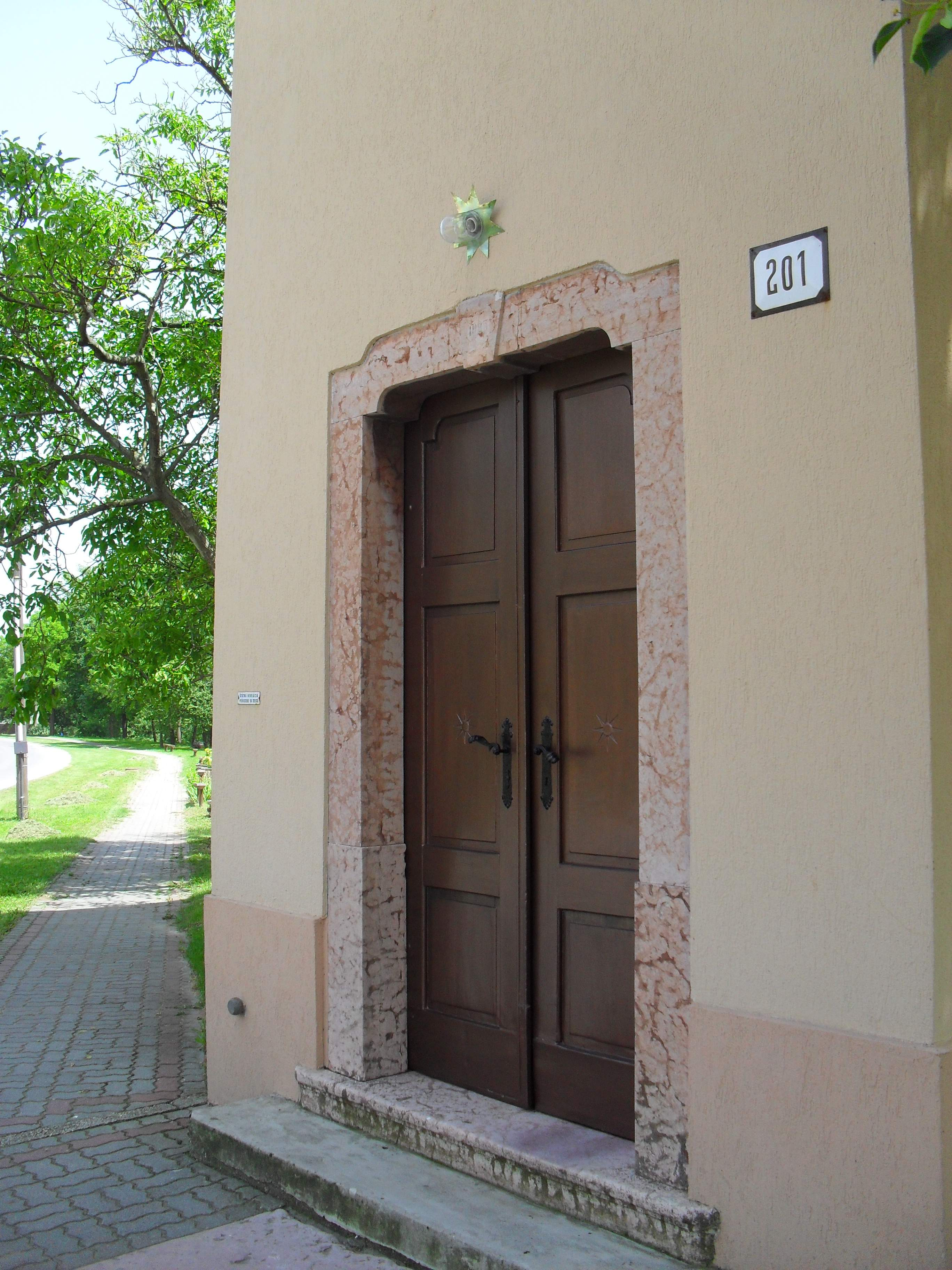
A református templom kapuja
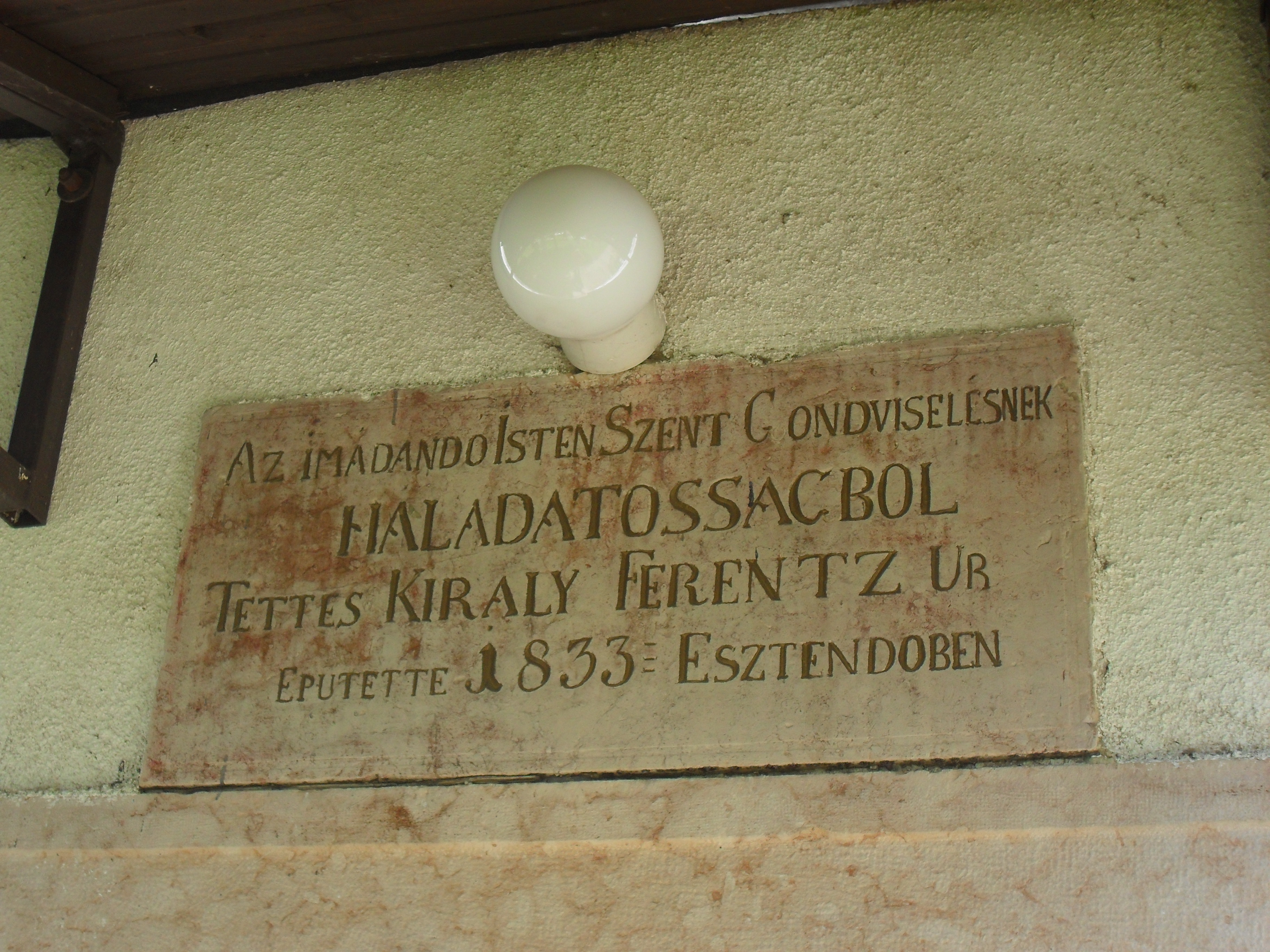
Emléktábla a katolikus templom bejárata felett
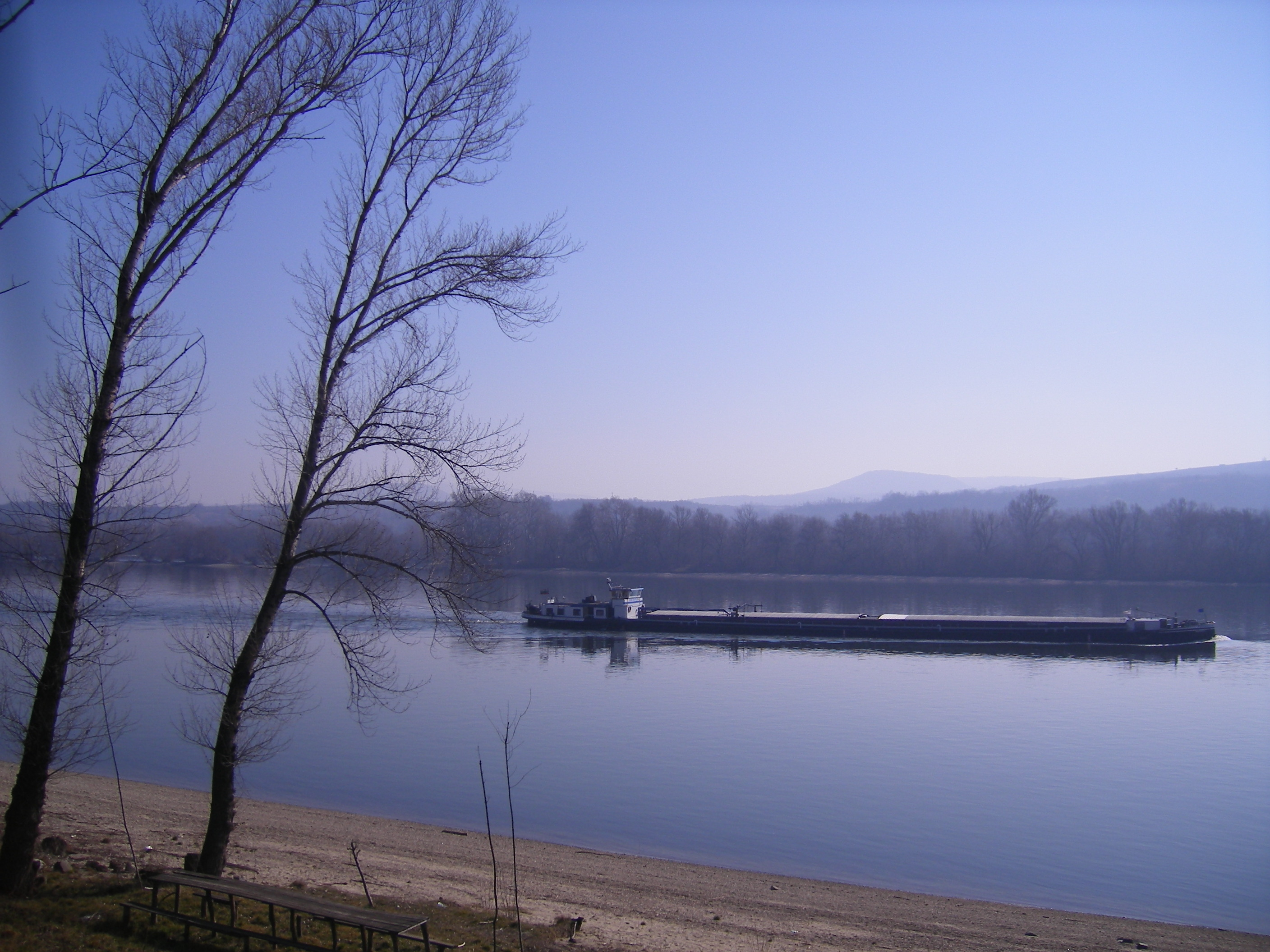
A Duna Radványnál, háttérben a Gerecse
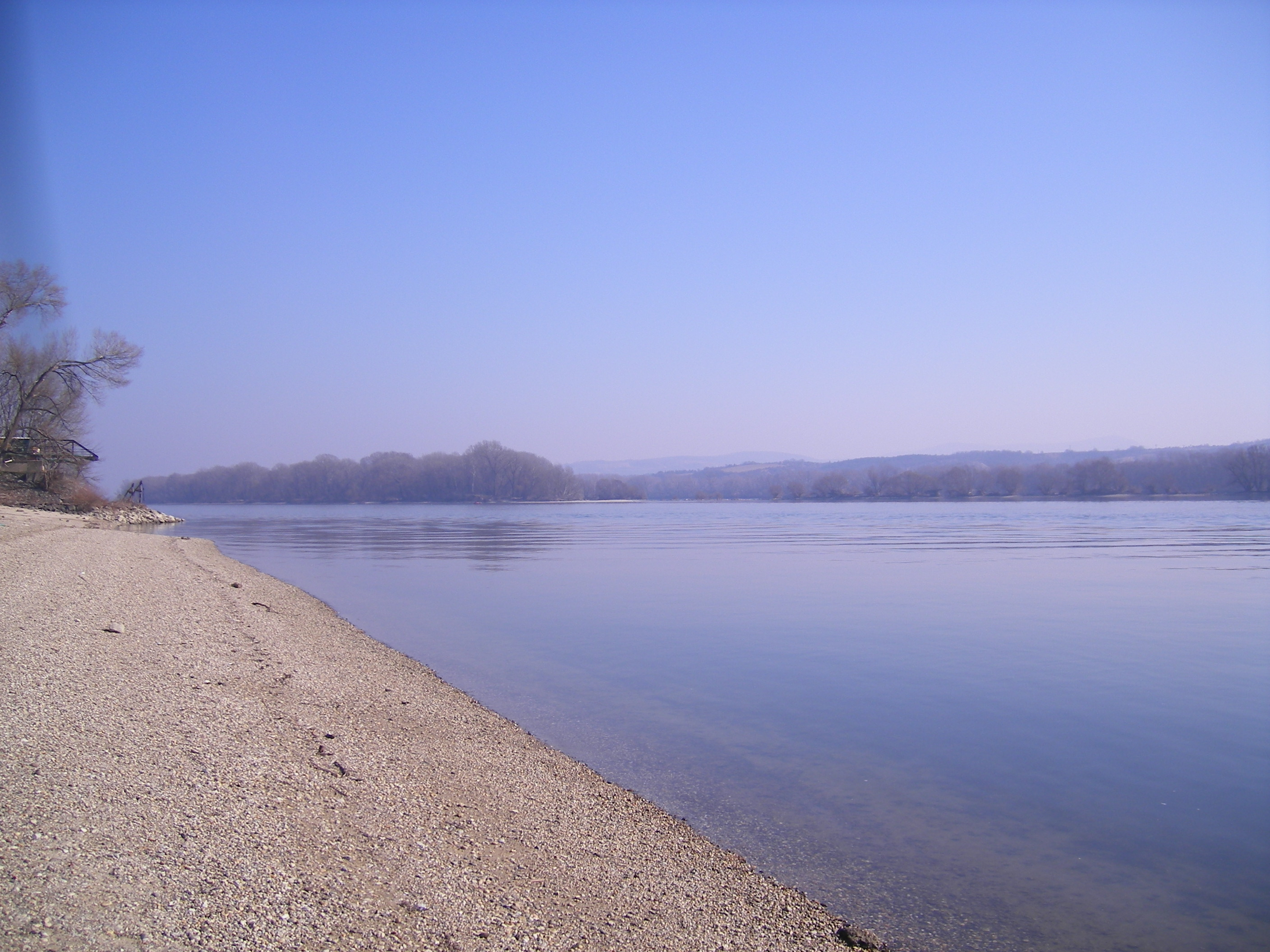
A Duna-parton
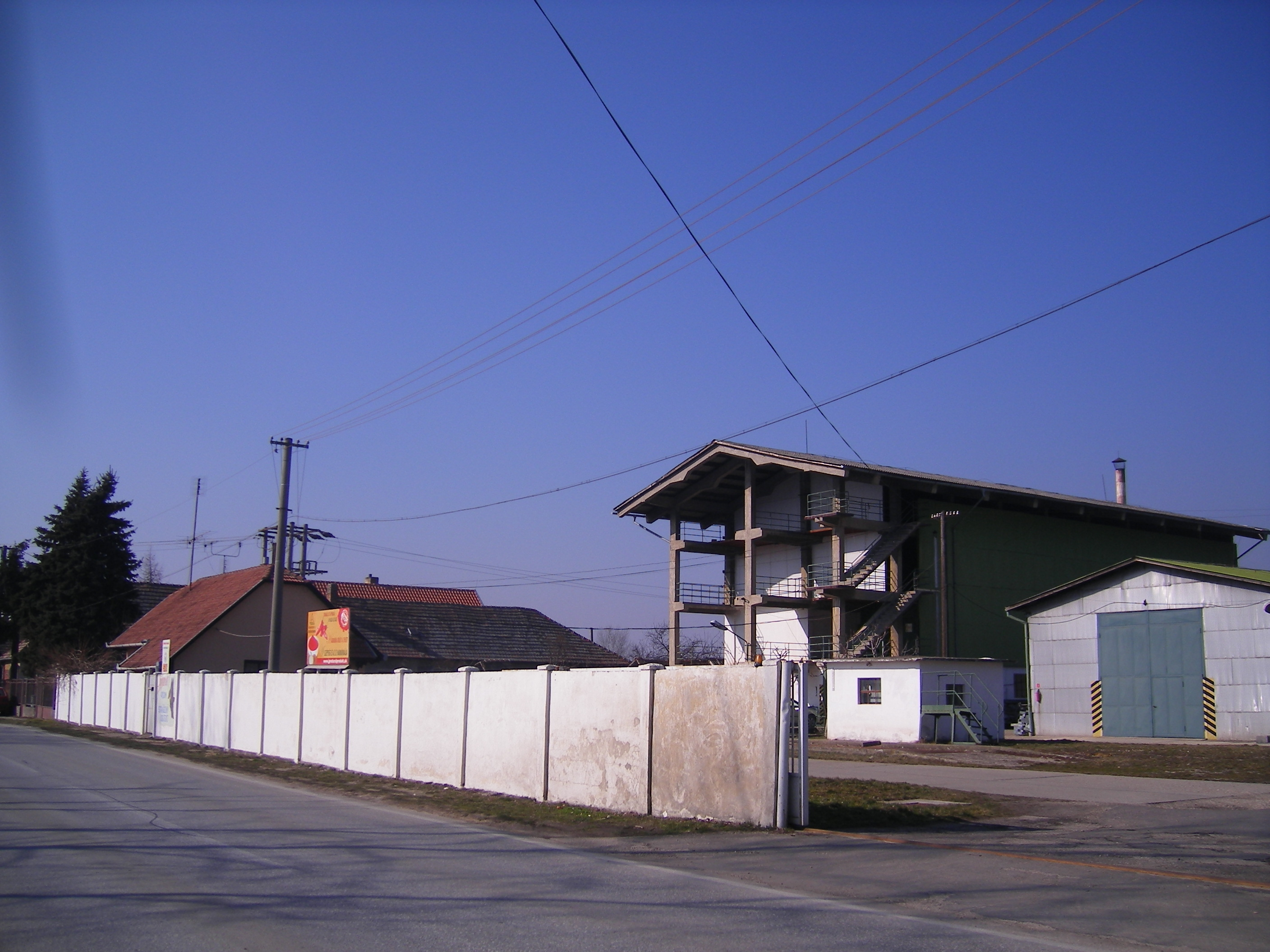
Paprikafeldolgozó üzem
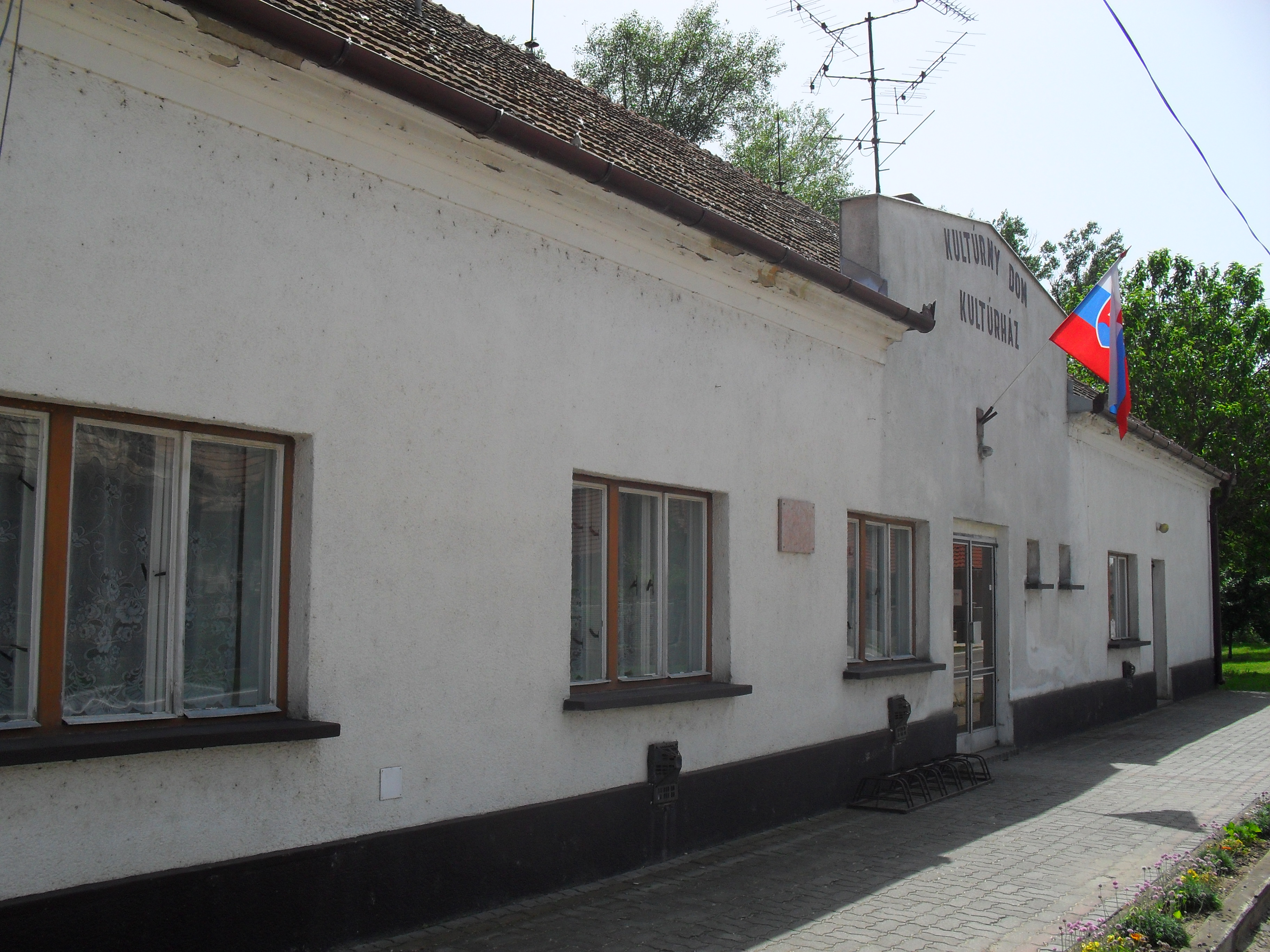
Kultúrház
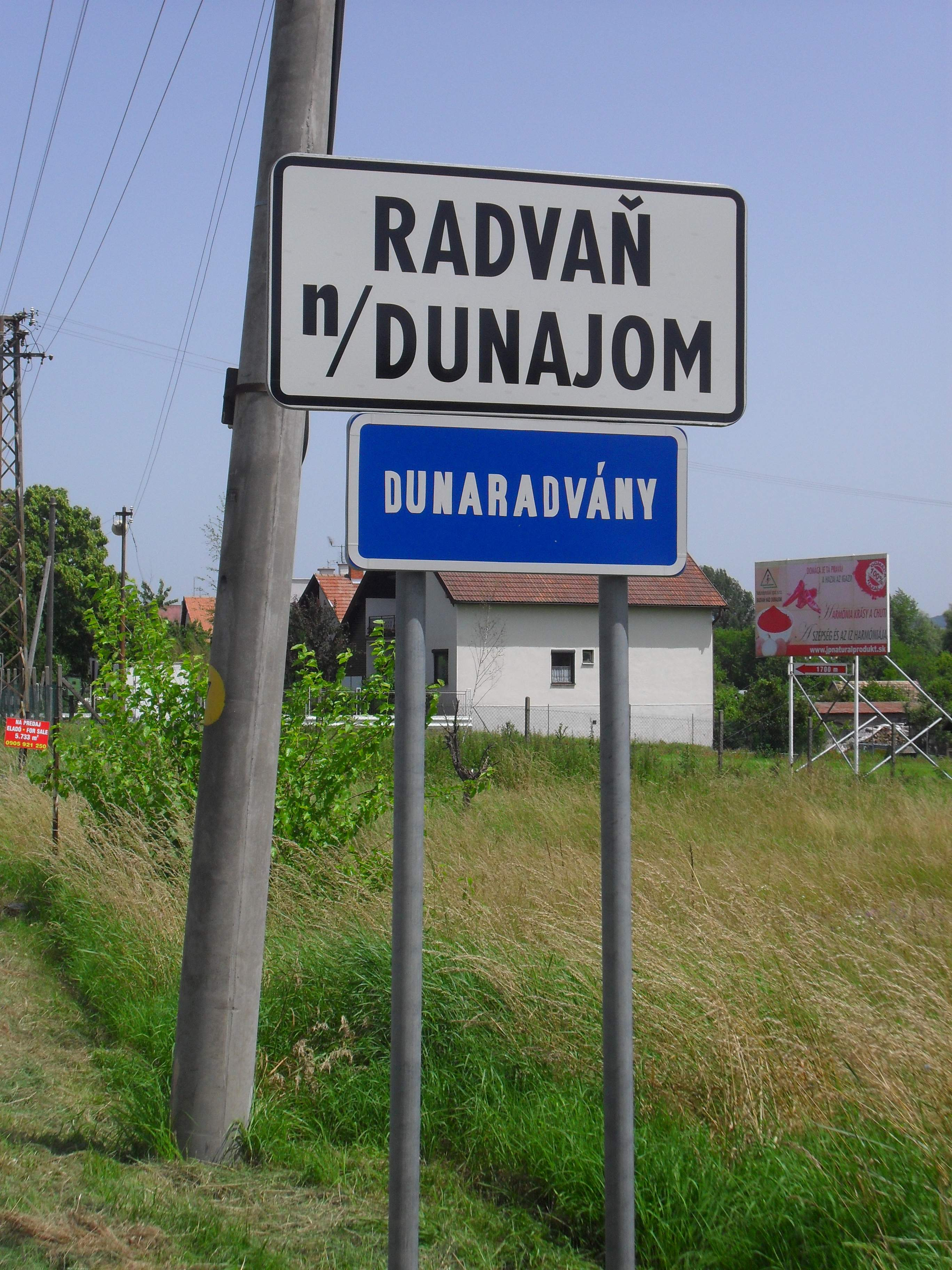
Kétnyelvű helységnévtábla
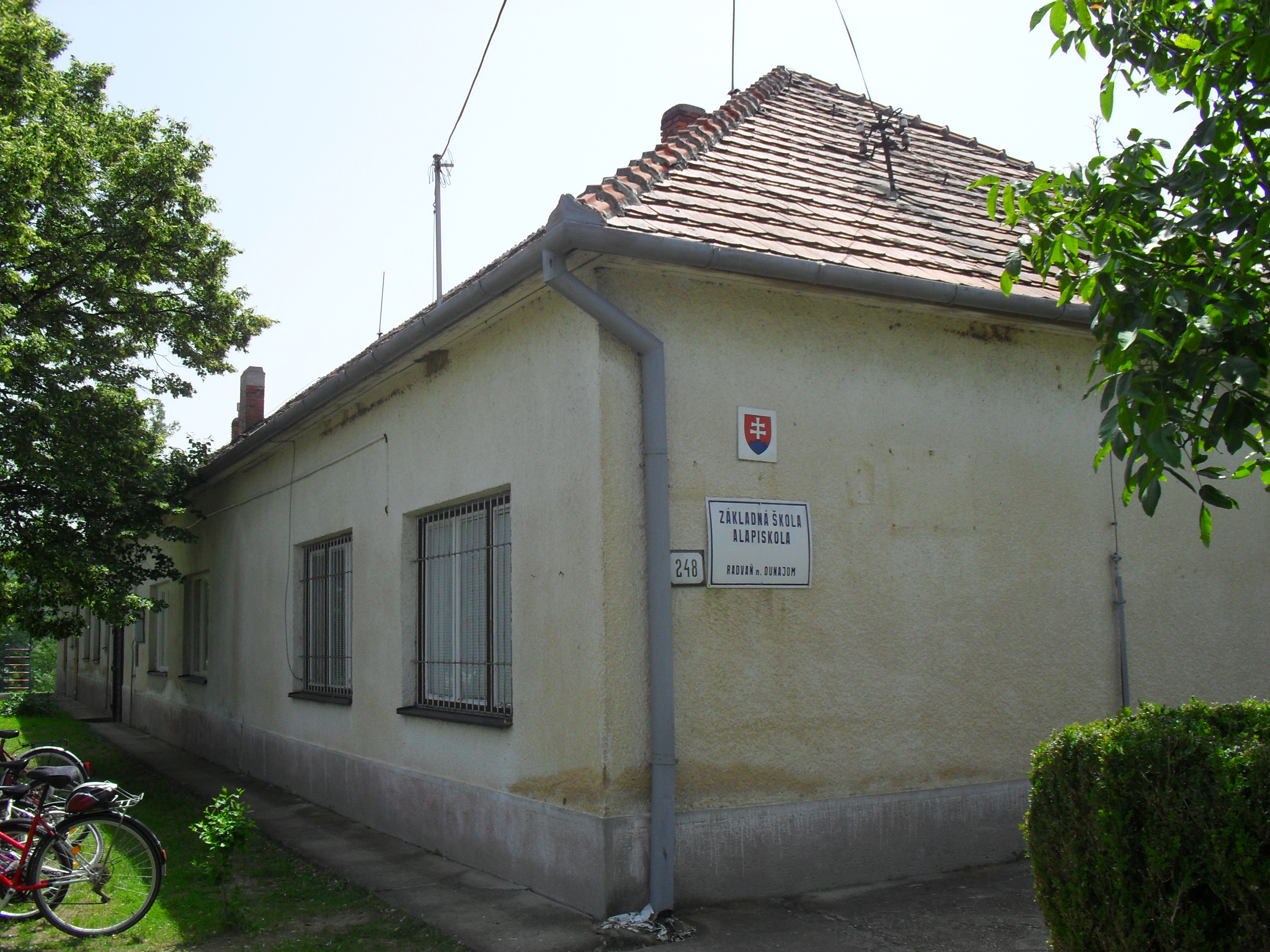
Alapiskola
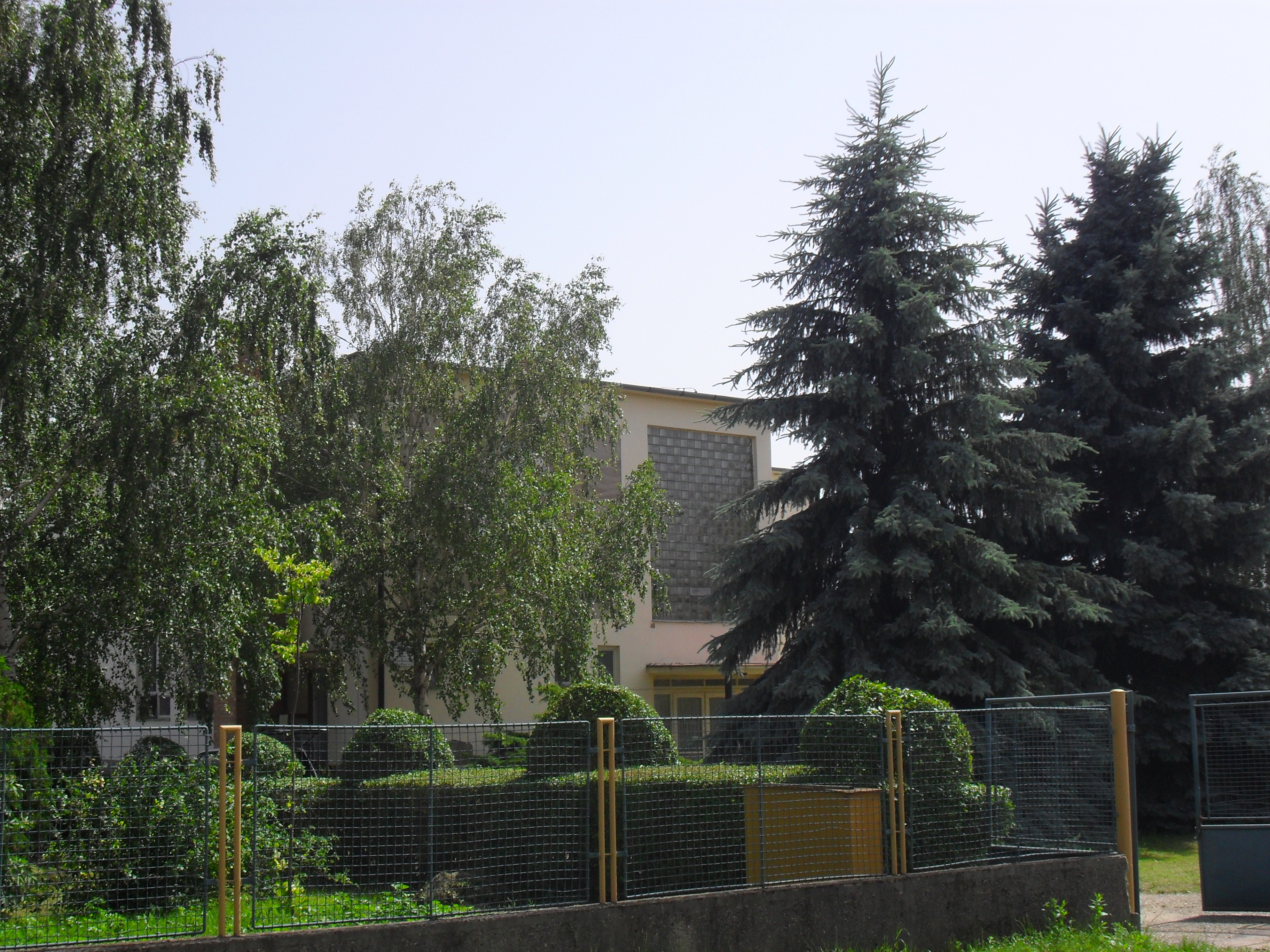
Óvoda
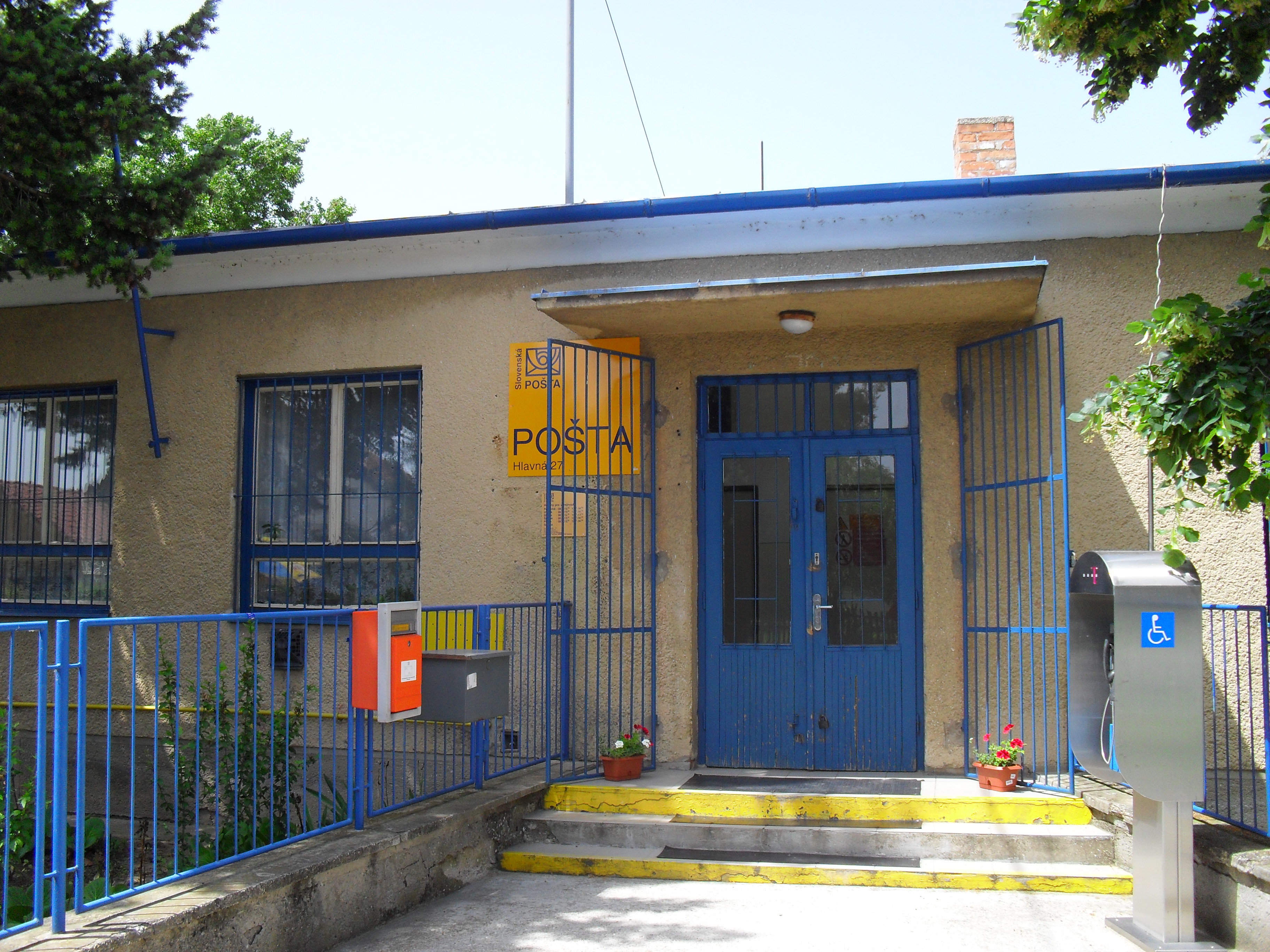
Posta
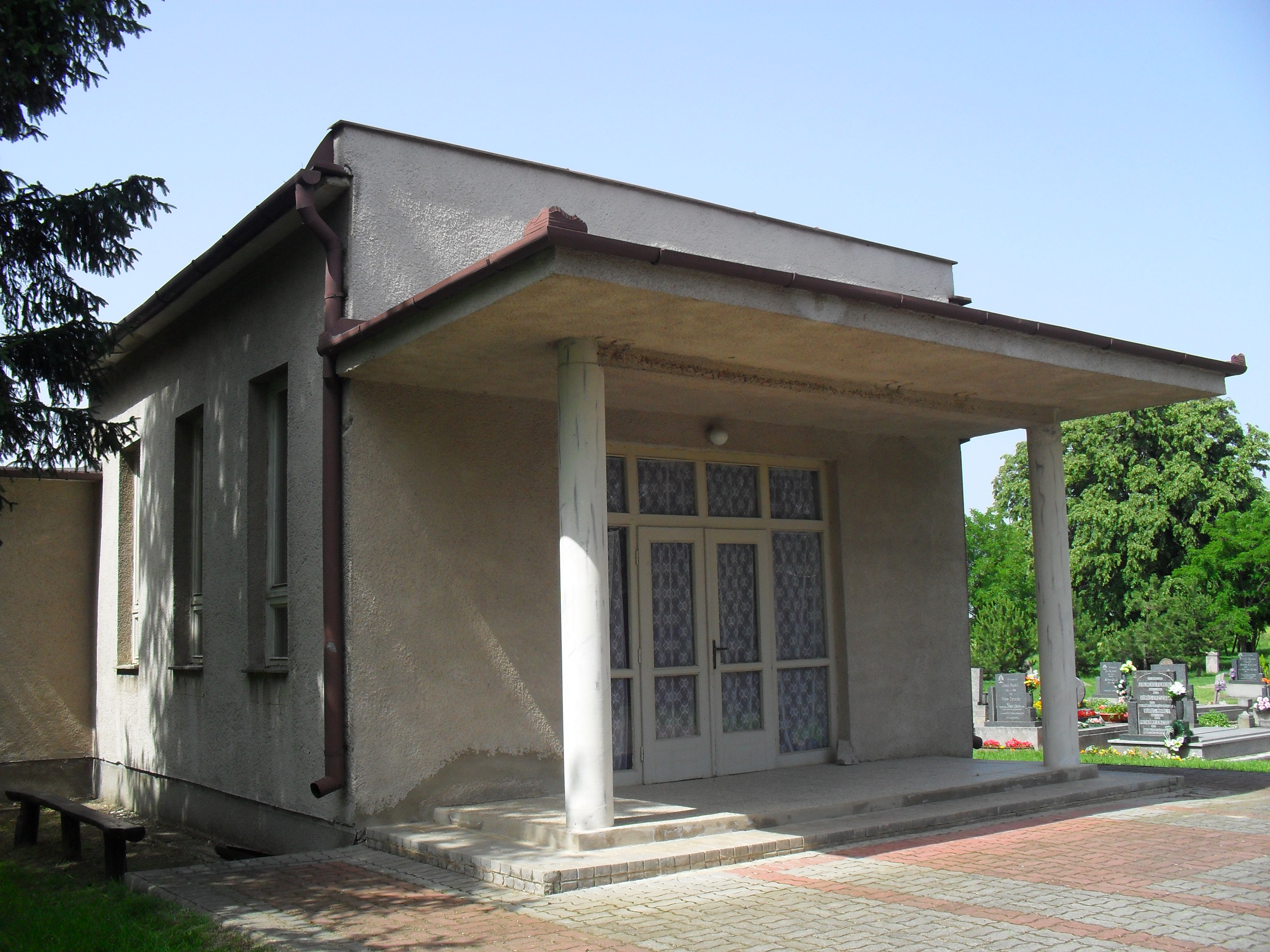
Ravatalozó
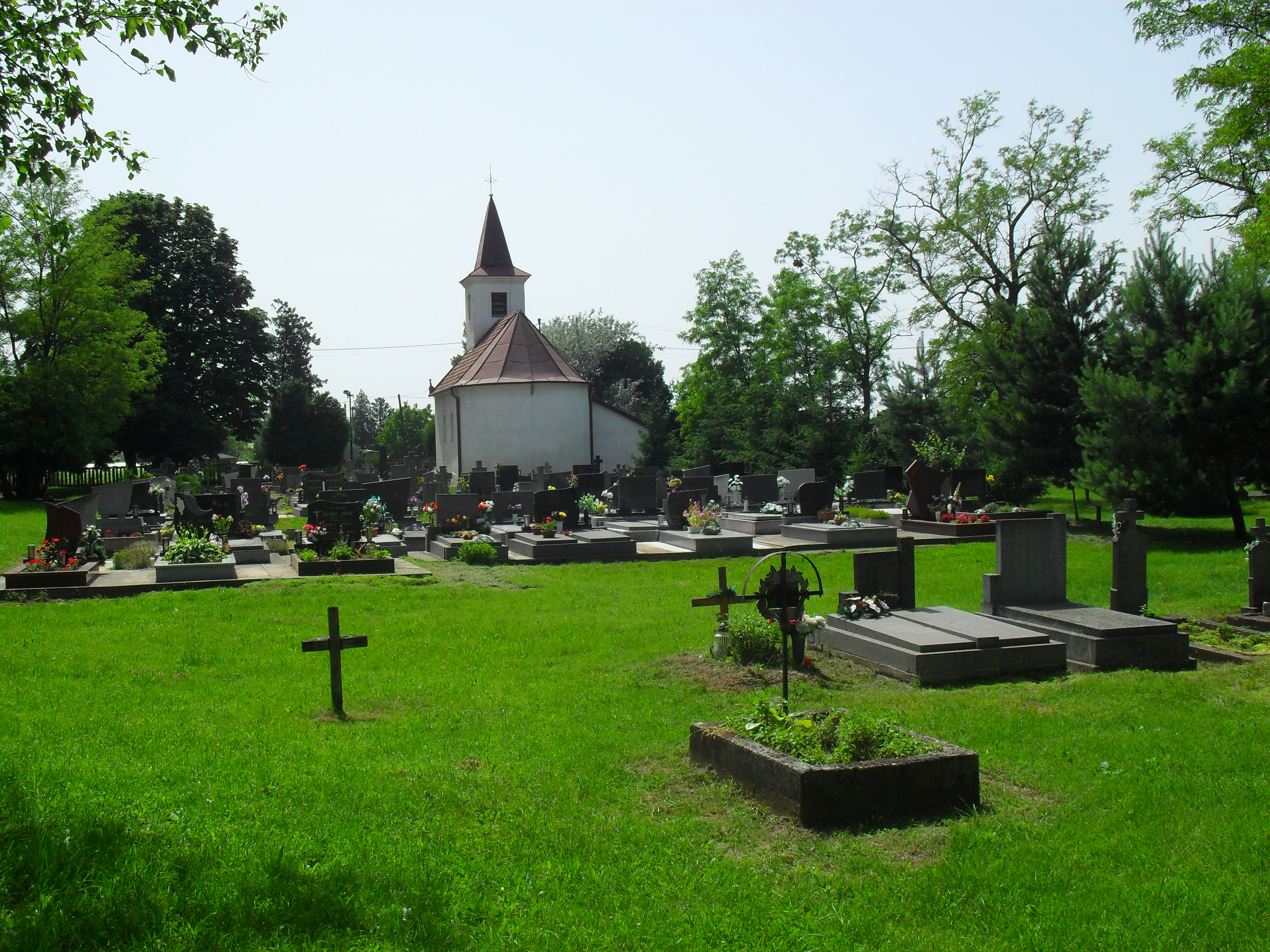
A dunaradványi temető, háttérben a katolikus templom
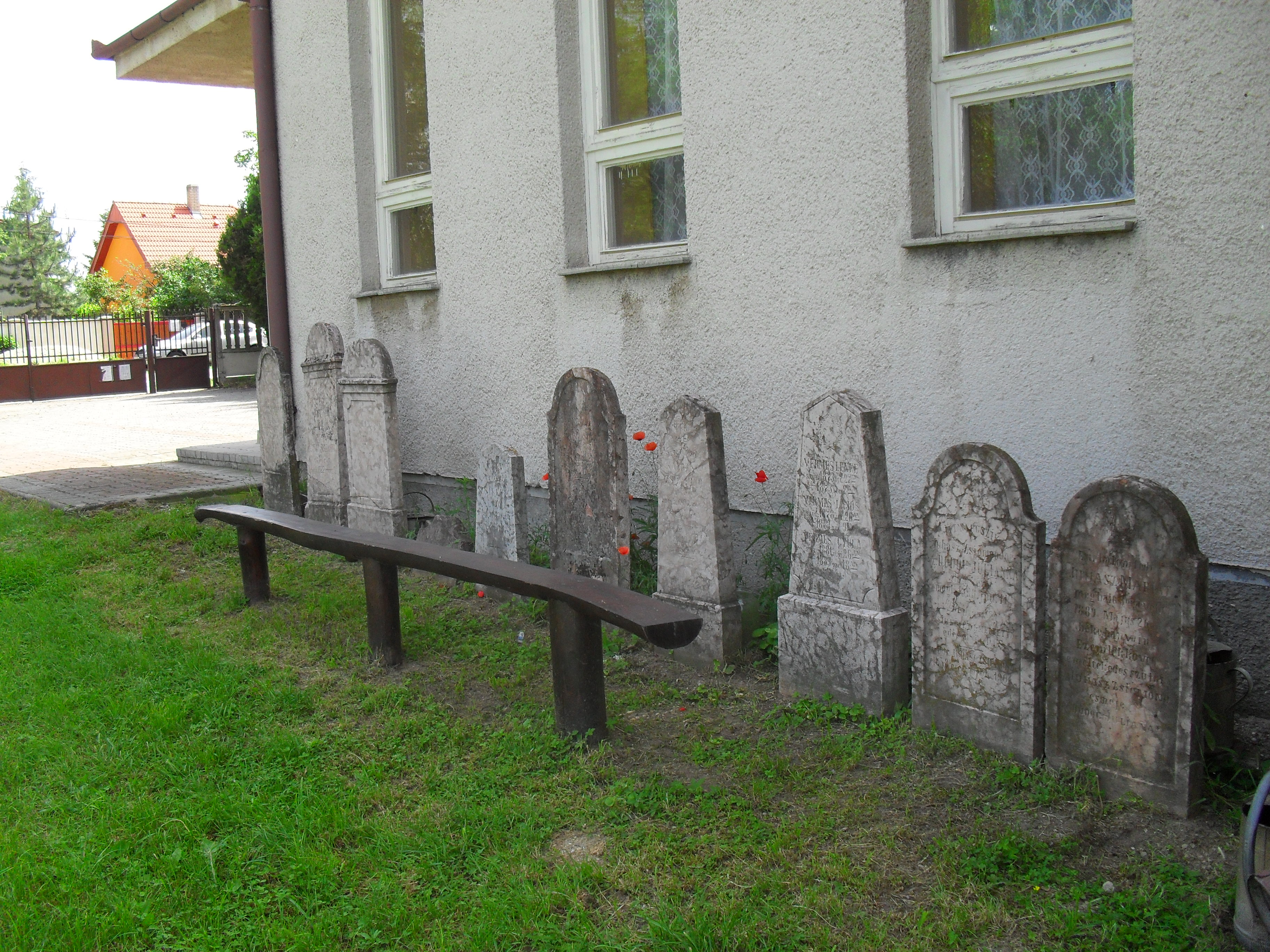
Régi sírkövek a temetőben

### Emlékművek, emléktáblák

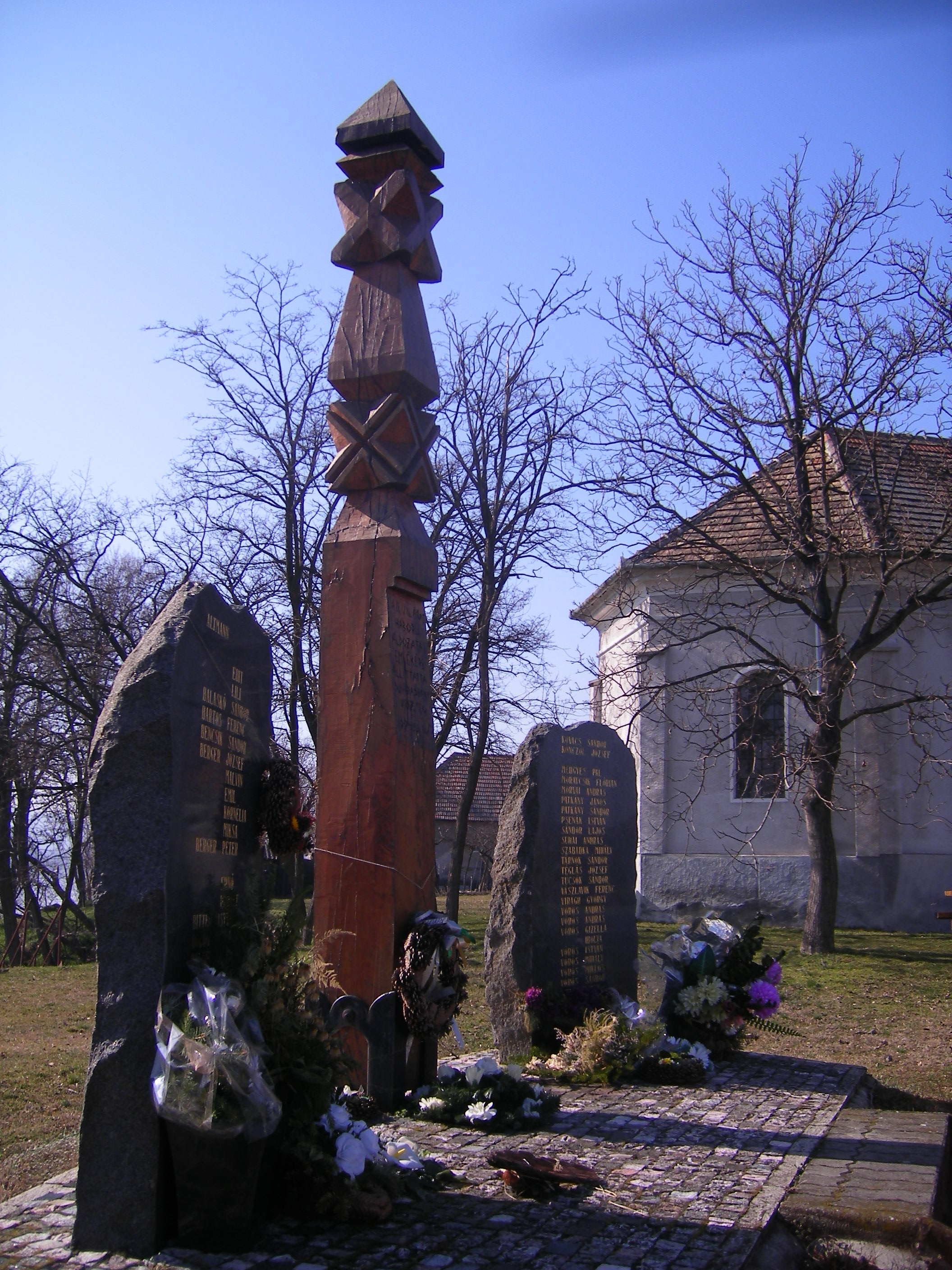
A világháborúk áldozatainak emlékkopjafája
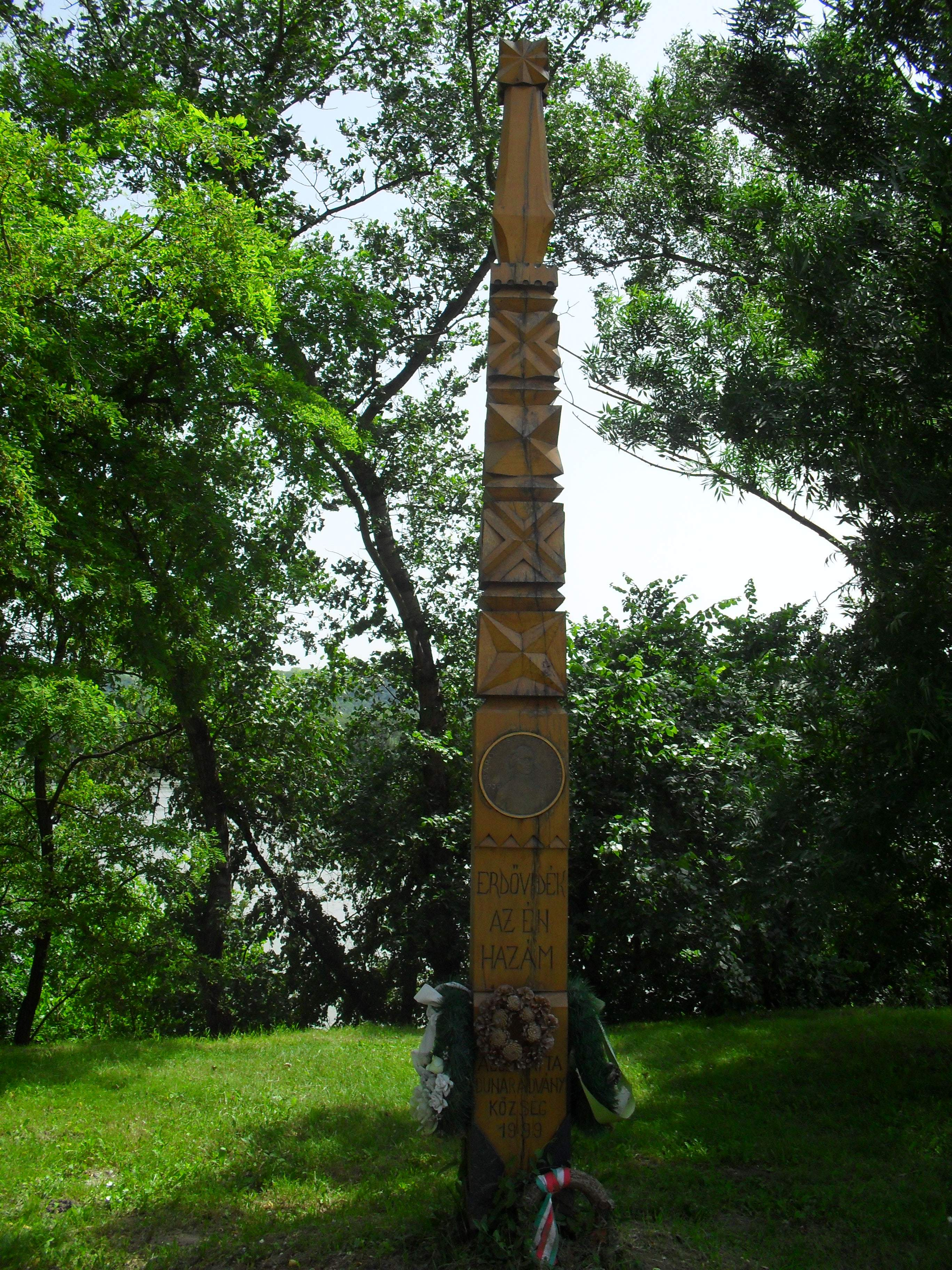
Baróti Szabó Dávid-emlékkopjafa
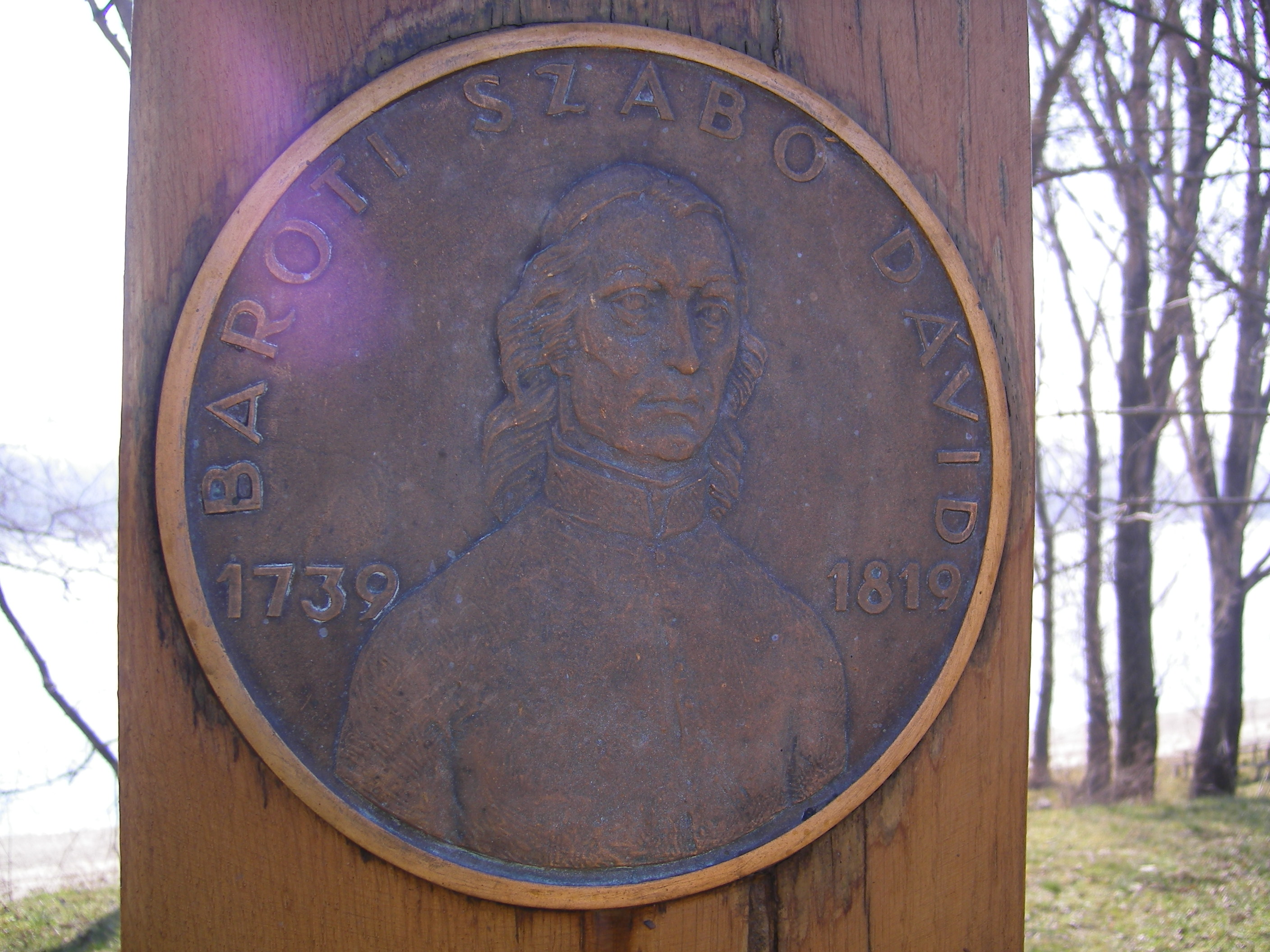
Baróti Szabó Dávid-emlékkopjafa - részlet
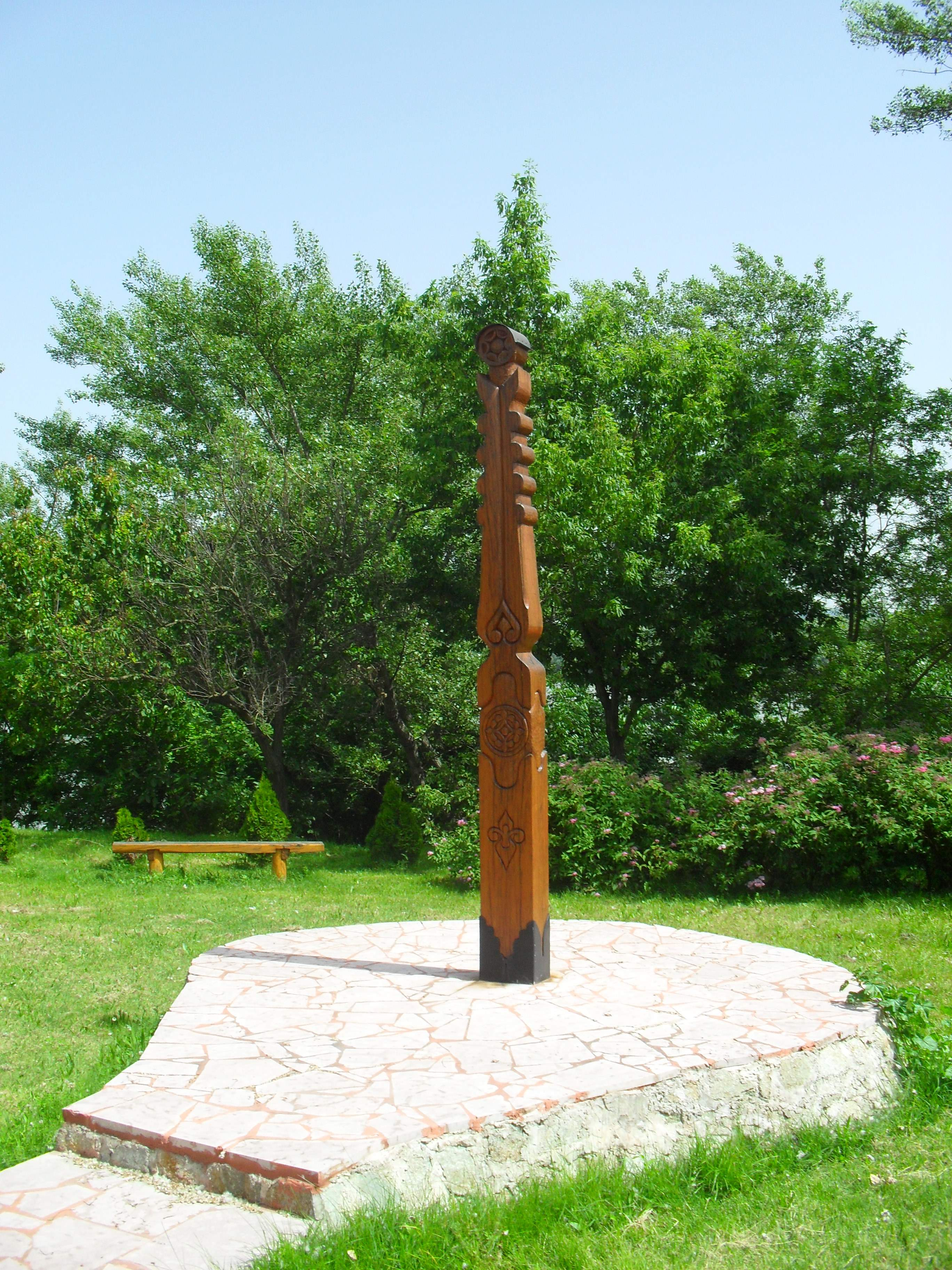
Hídverő Napok-emlékkopjafa
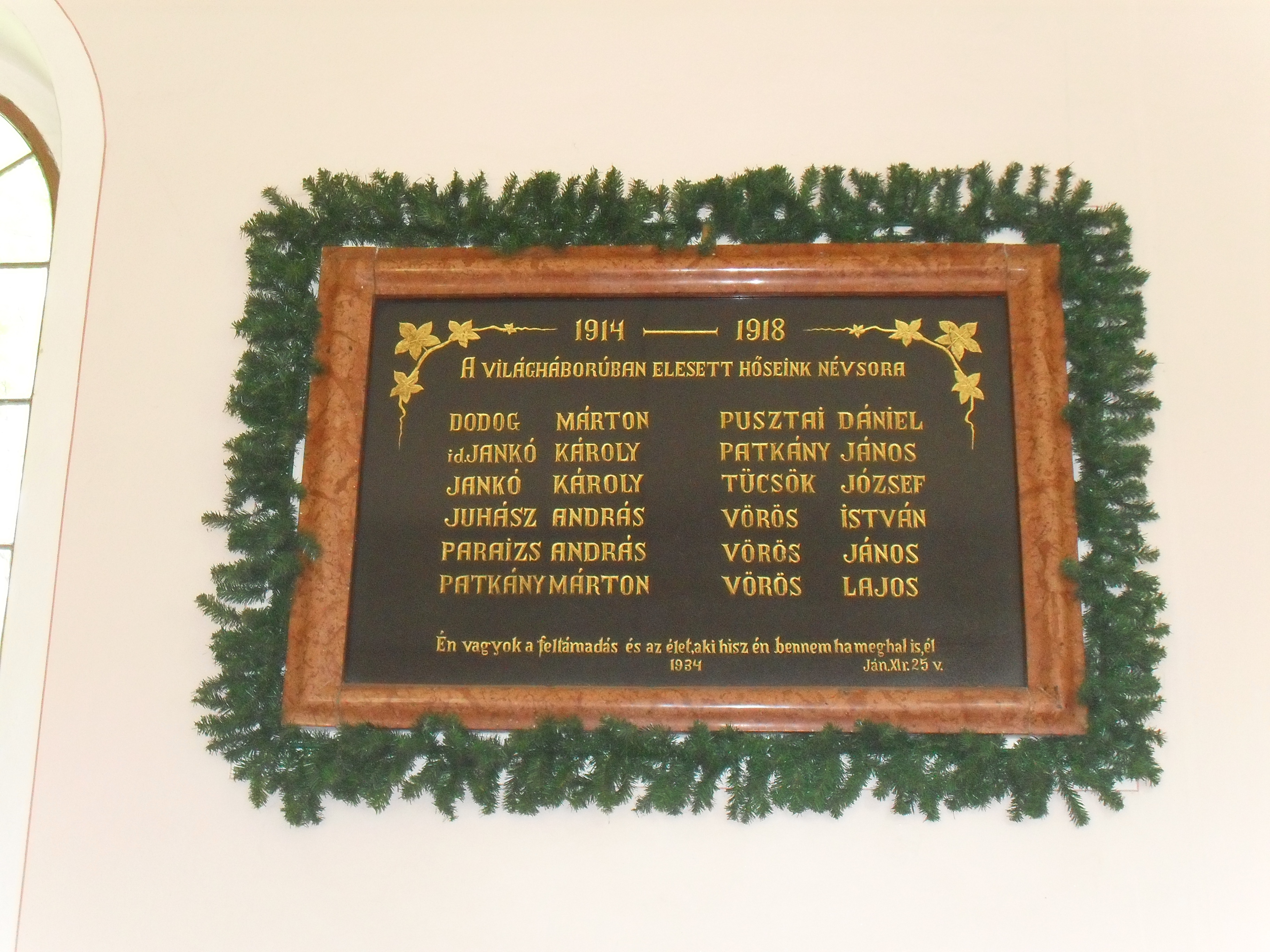
Első világháborús emléktábla
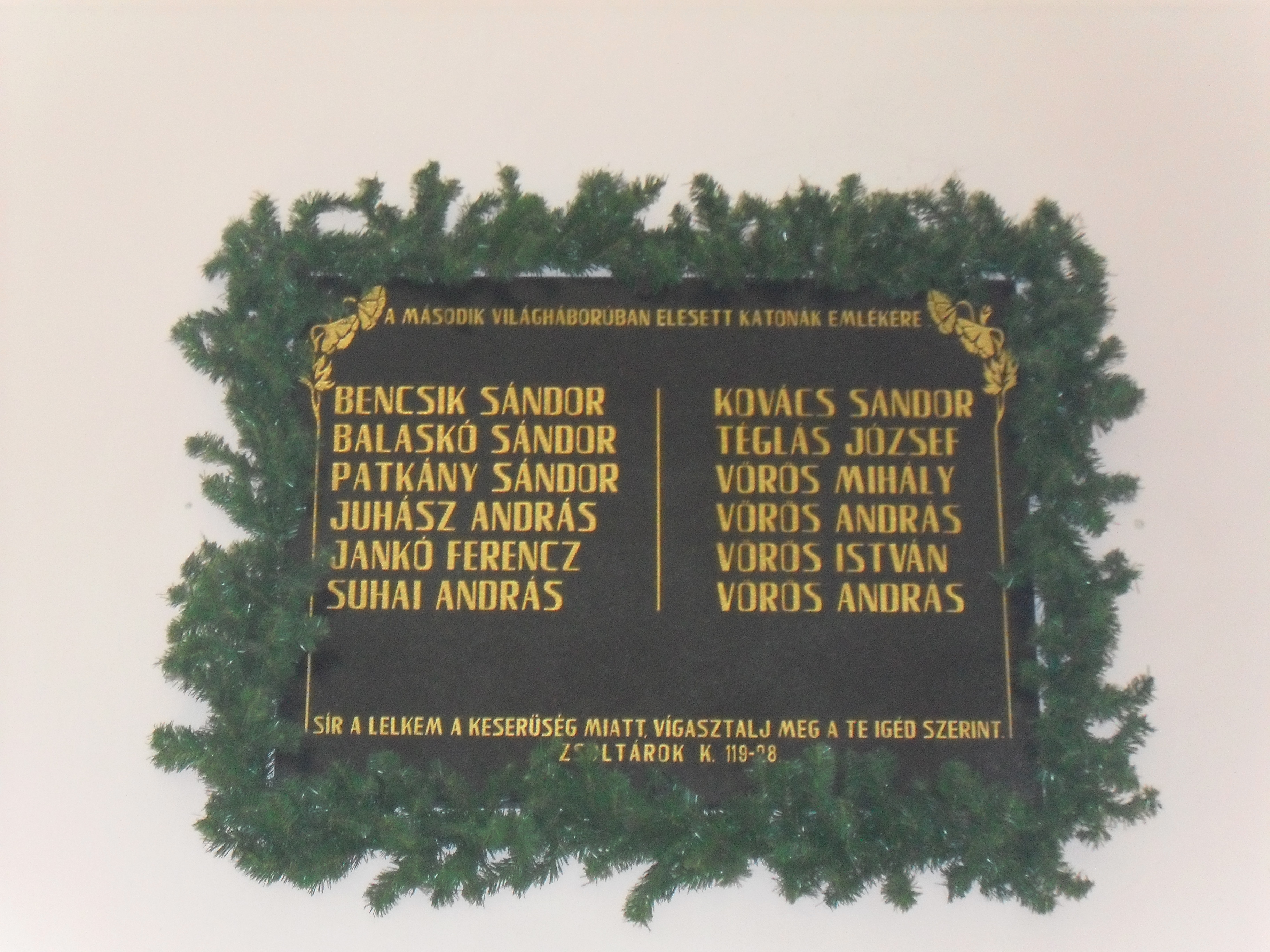
Második világháborús emléktábla
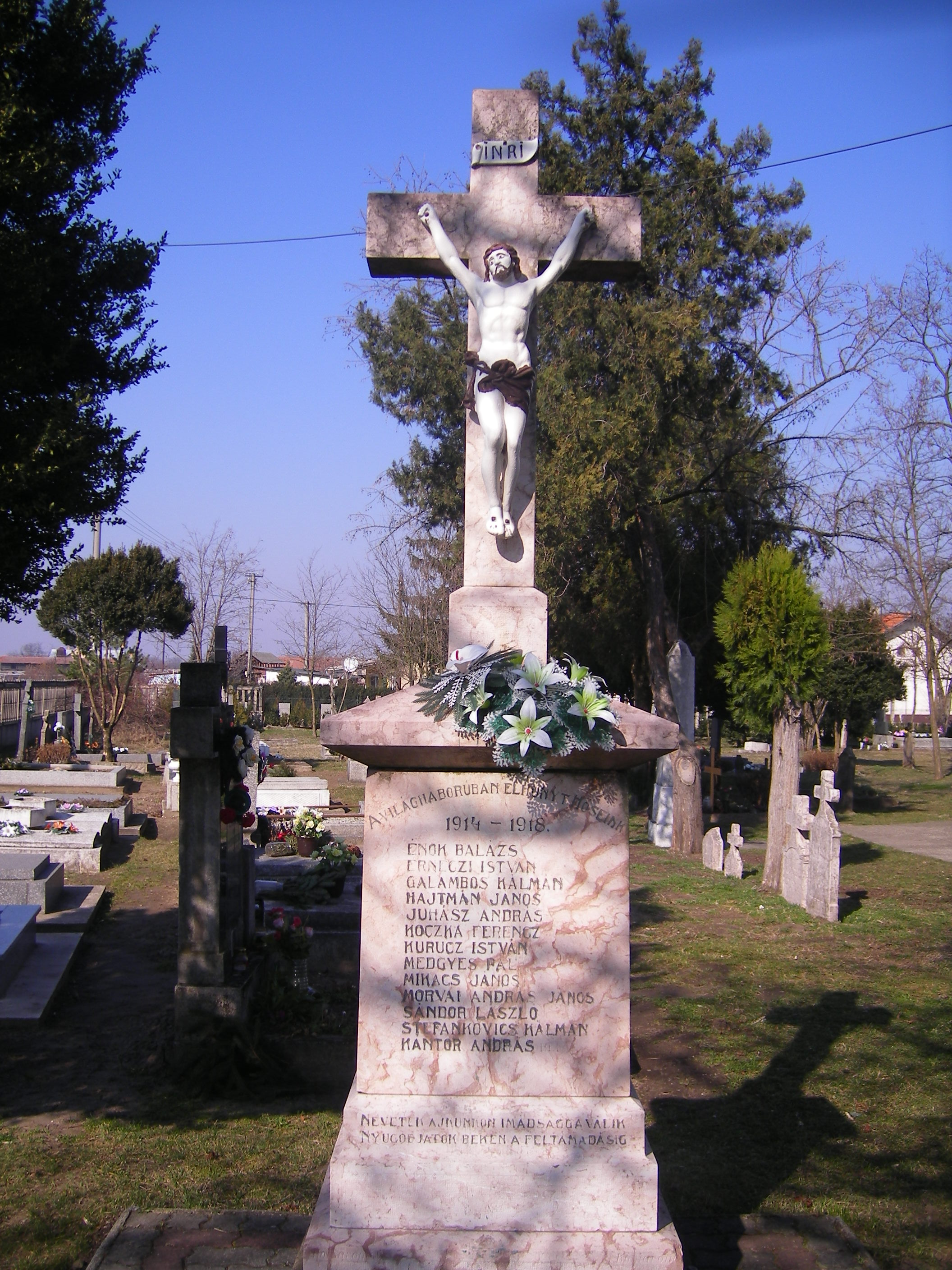
Az első világháborúban elesettek emlékkeresztje a temetőben
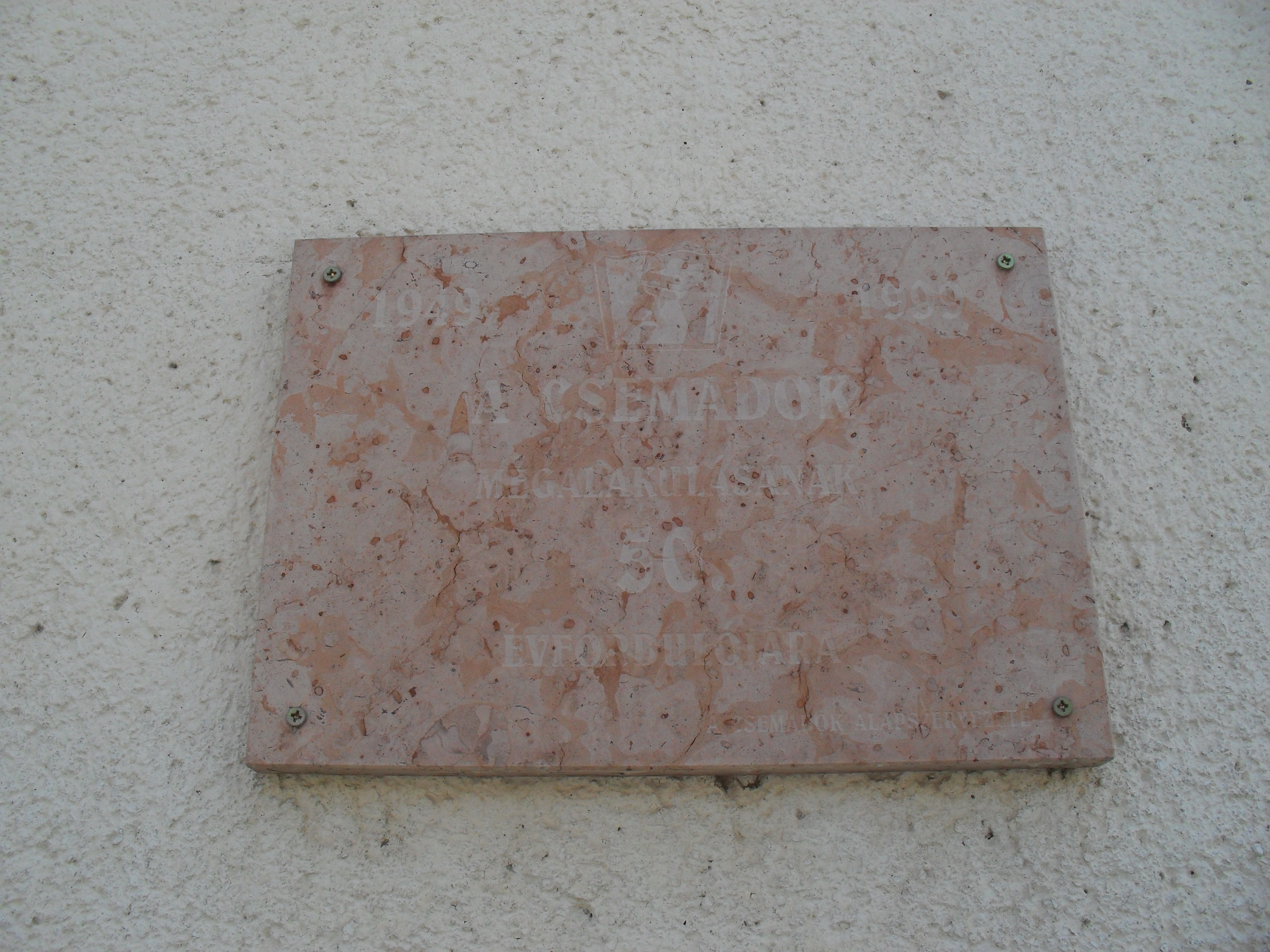
Csemadok-emléktábla
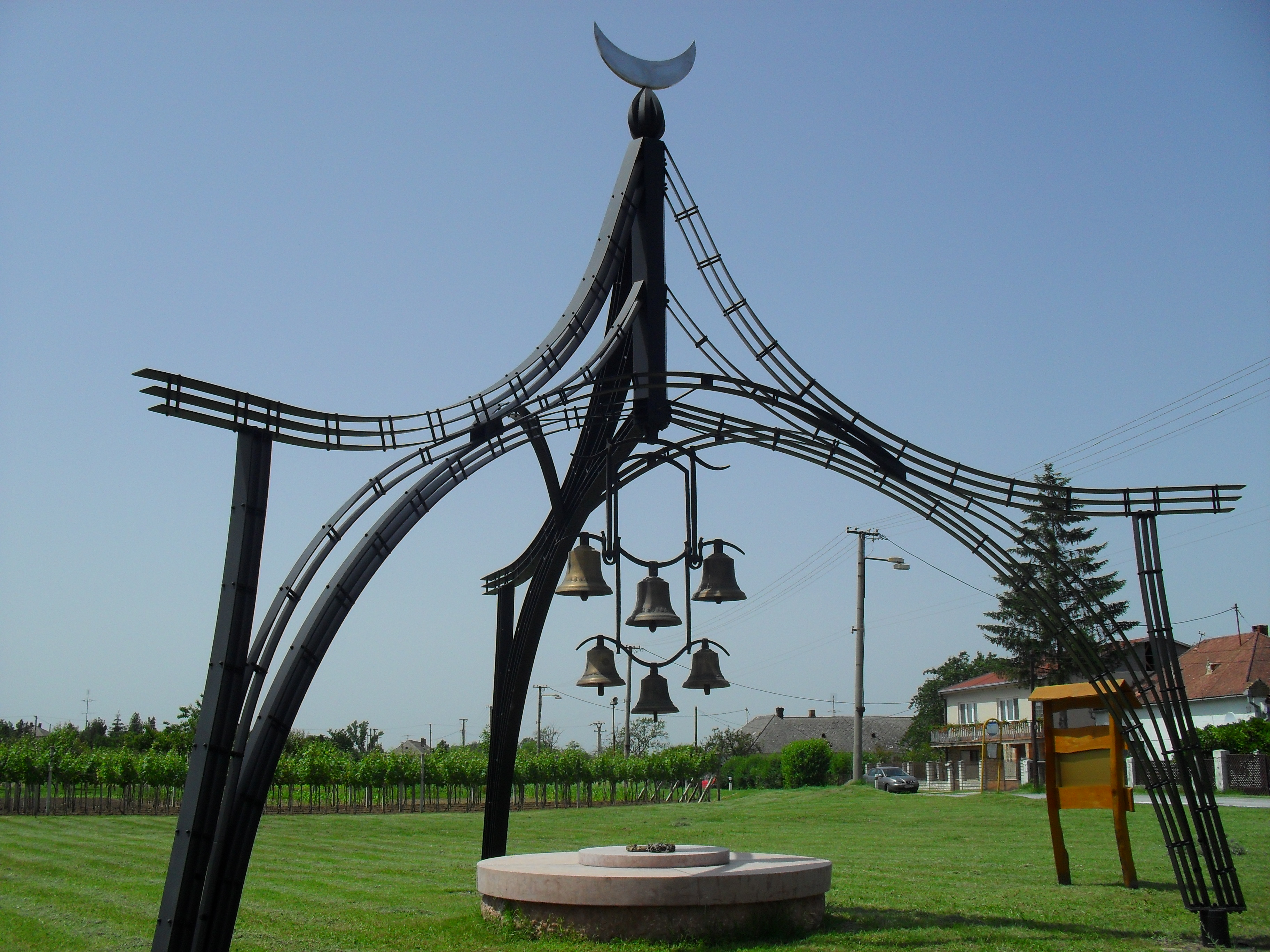
A zsitvatoroki béke emlékműve
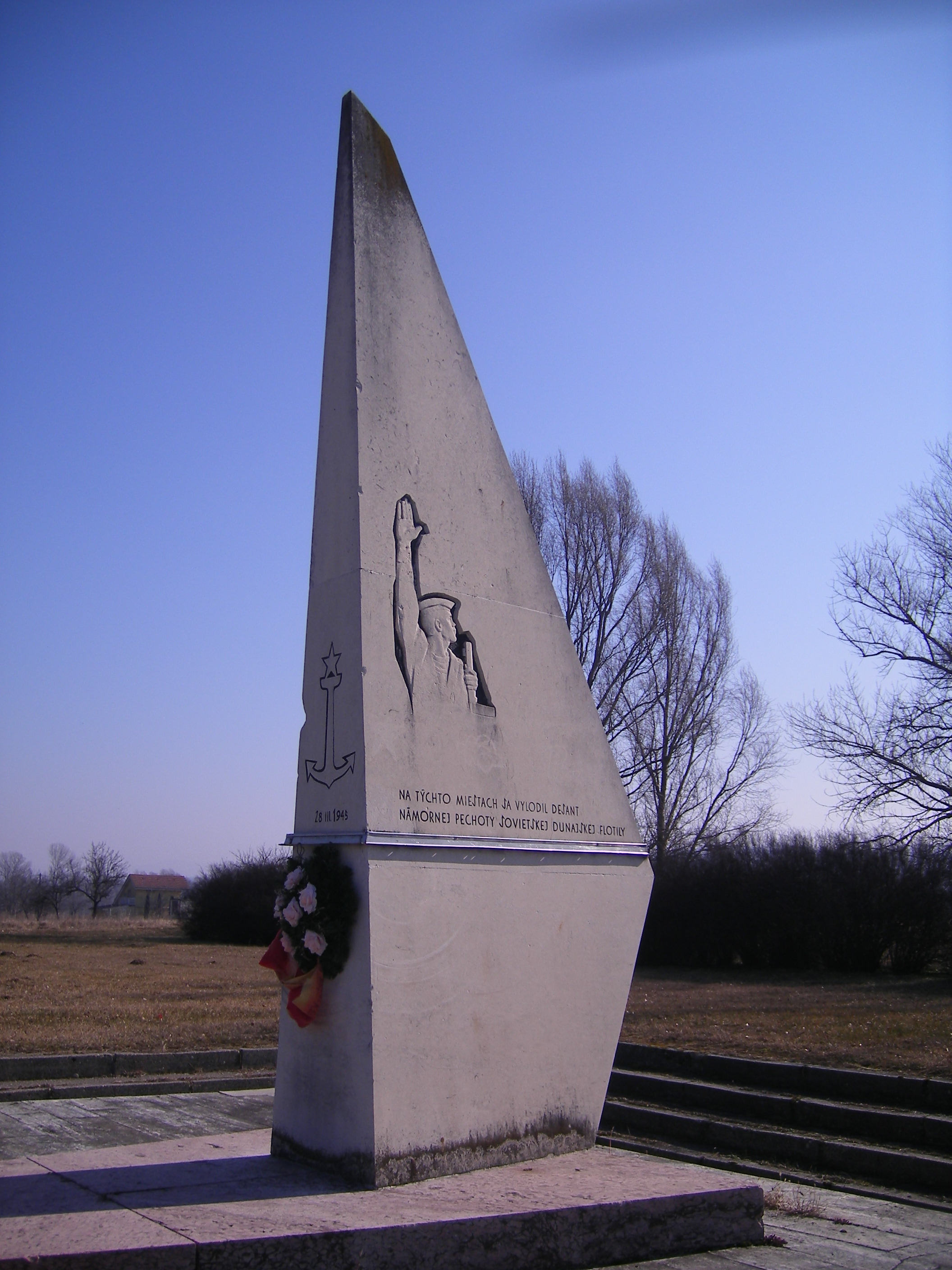
A szovjet flotta partraszállásának emlékműve